# Bezirk Spandau
Spandau ist der fünfte Verwaltungsbezirk von Berlin. Am 31. Dezember 2024 hatte er 246.257 Einwohner. Große Teile des Bezirks liegen entlang der Havel. Spandau ist bekannt für seine Wald- und Wasserflächen.
Der heutige Berliner Bezirk wurde 1920 im Zuge der Bildung von Groß-Berlin aus dem Gebiet der bereits 1232 urkundlich erwähnten Stadt Spandau und mehreren umliegenden Gemeinden und Gutsbezirken gebildet.
In Spandau liegen einige Berliner Stätten der industriellen Produktion, beispielsweise das BMW-Werk Berlin, das Motorräder für den Weltmarkt herstellt. Der Elektronikkonzern Siemens zählt hier zu den größten Arbeitgebern.
Zu den wesentlichen Bauwerken im Bezirk gehört die Zitadelle Spandau, die im 16. Jahrhundert erbaut wurde. Die ehemalige Festung wird heute vor allem für Konzerte und Unterhaltungsveranstaltungen genutzt.

## Geographie

### Lage

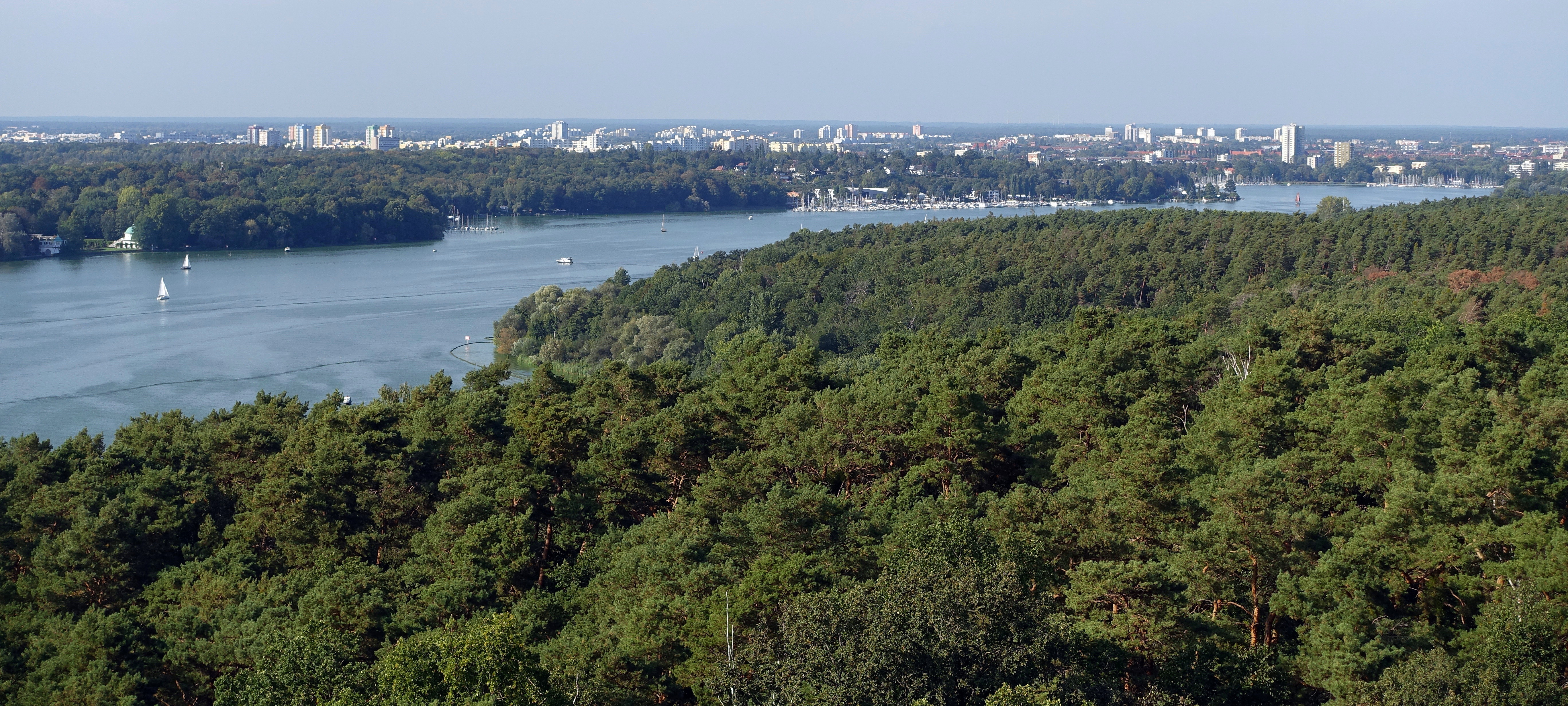
Die Havellandschaft in Spandau, 2023

Der heutige Bezirk Spandau liegt zum großen Teil am westlichen Ufer der Havel (siehe auch Zehdenick-Spandauer Havelniederung). Von den zwölf Berliner Bezirken ist er der flächenmäßig viertgrößte. Die Stadt Spandau wurde vor dem 13. Jahrhundert am Zusammenfluss von Spree und Havel gegründet. Spandau grenzt an die brandenburgischen Landkreise Oberhavel und Havelland sowie an die kreisfreie Landeshauptstadt Potsdam.

### Landschaften
- Spandauer Forst
- Landschaftsschutzgebiet Grimnitzsee mit denkmalgeschützter Siedlung Birkenwäldchen
- Landschaftsschutzgebiet Tiefwerder Wiesen
- Stößensee und Pichelswerder
- Grünzug Bullengraben
- Das Landschaftsschutzgebiet Eiskeller liegt im Ortsteil Hakenfelde am westlichsten Rand des Spandauer Forstes. Eiskeller gilt im Winter als der kälteste Ort Berlins. In klaren, windstillen Nächten liegen die Temperaturen oft bis zu zehn Grad Celsius unter denen im Zentrum der Stadt.[2]

### Ortsteile
Der Bezirk Spandau unterteilt sich in neun Ortsteile:

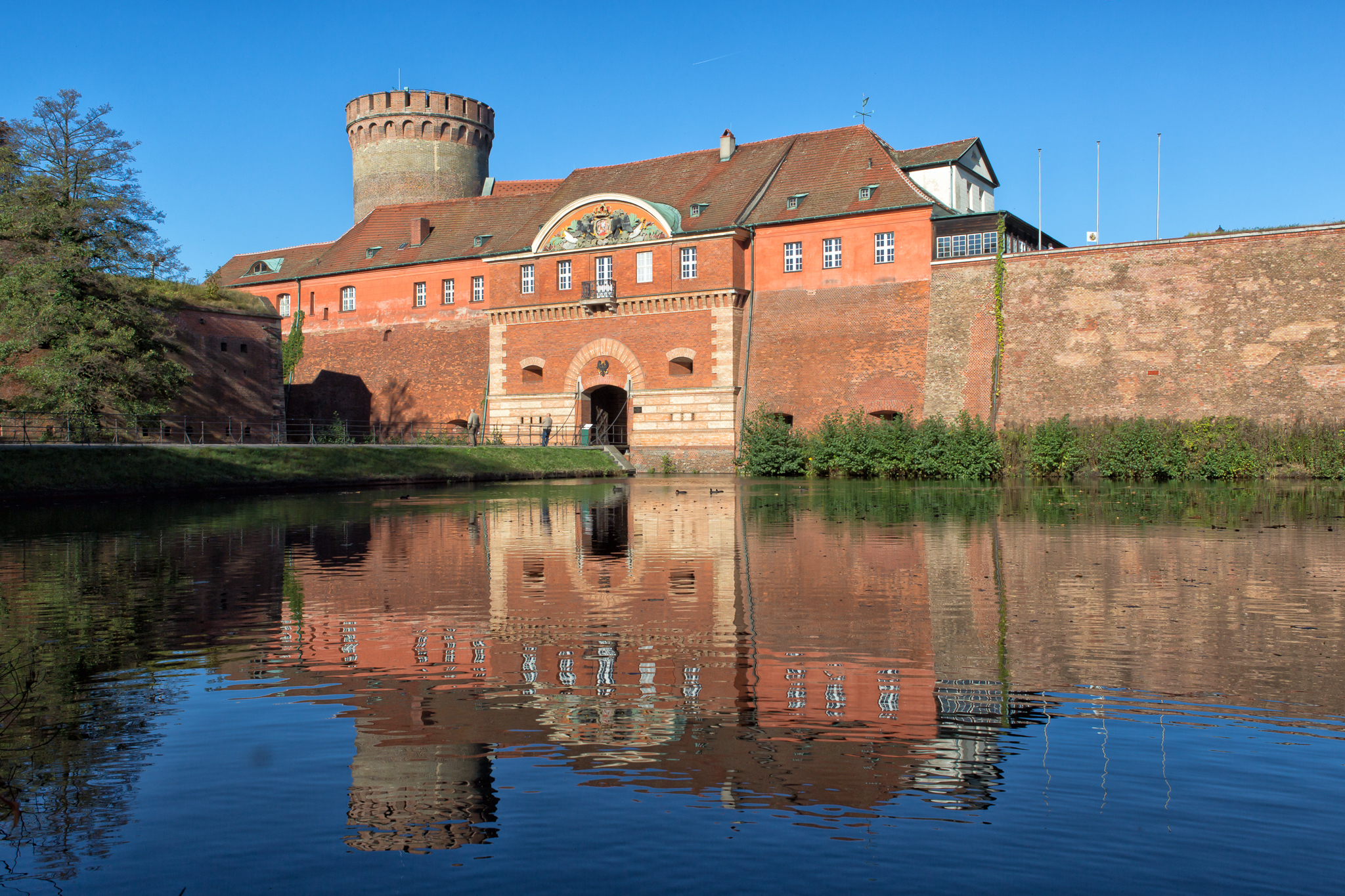
Zitadelle Spandau

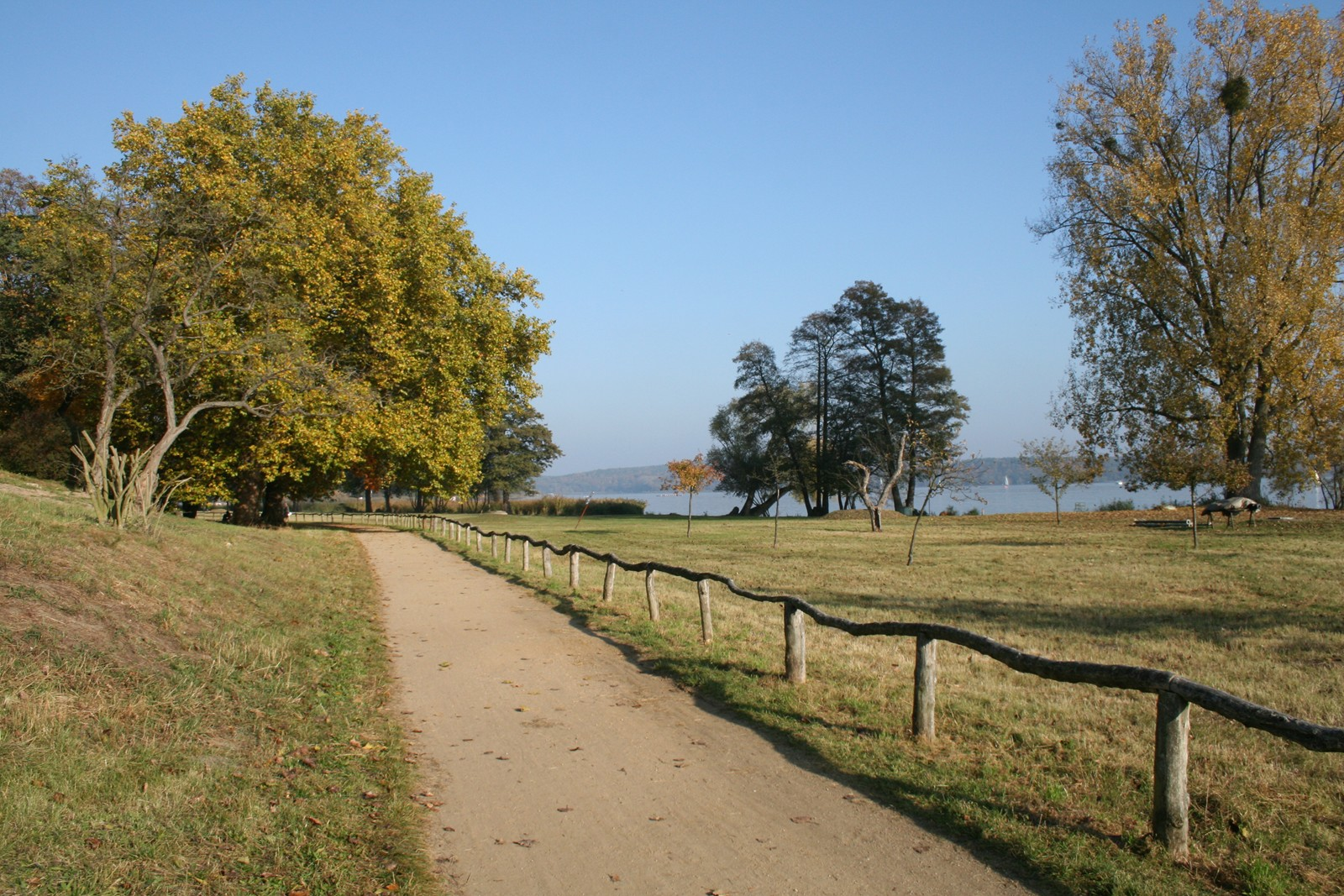
Gutspark Neukladow

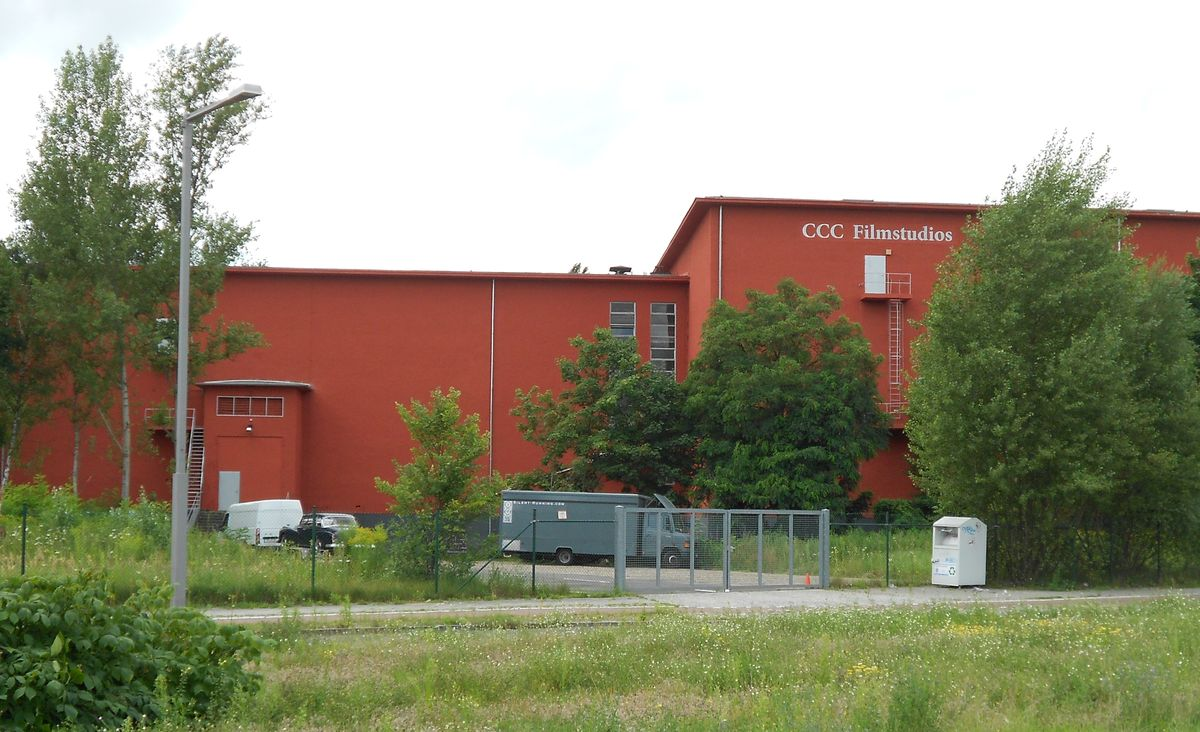
CCC-Filmstudios in Haselhorst

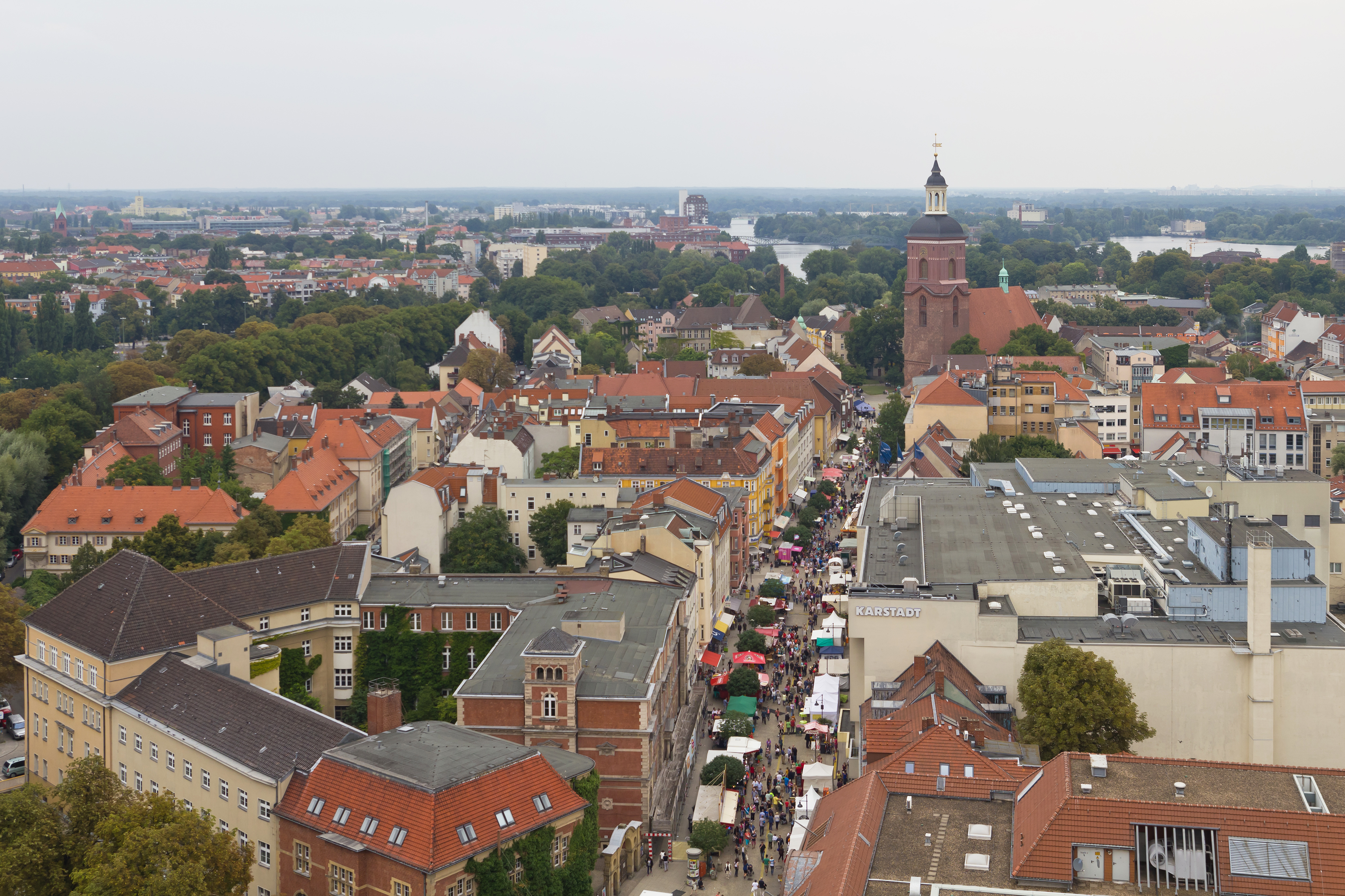
Altstadt Spandau vom Spandauer Rathaus aus gesehen

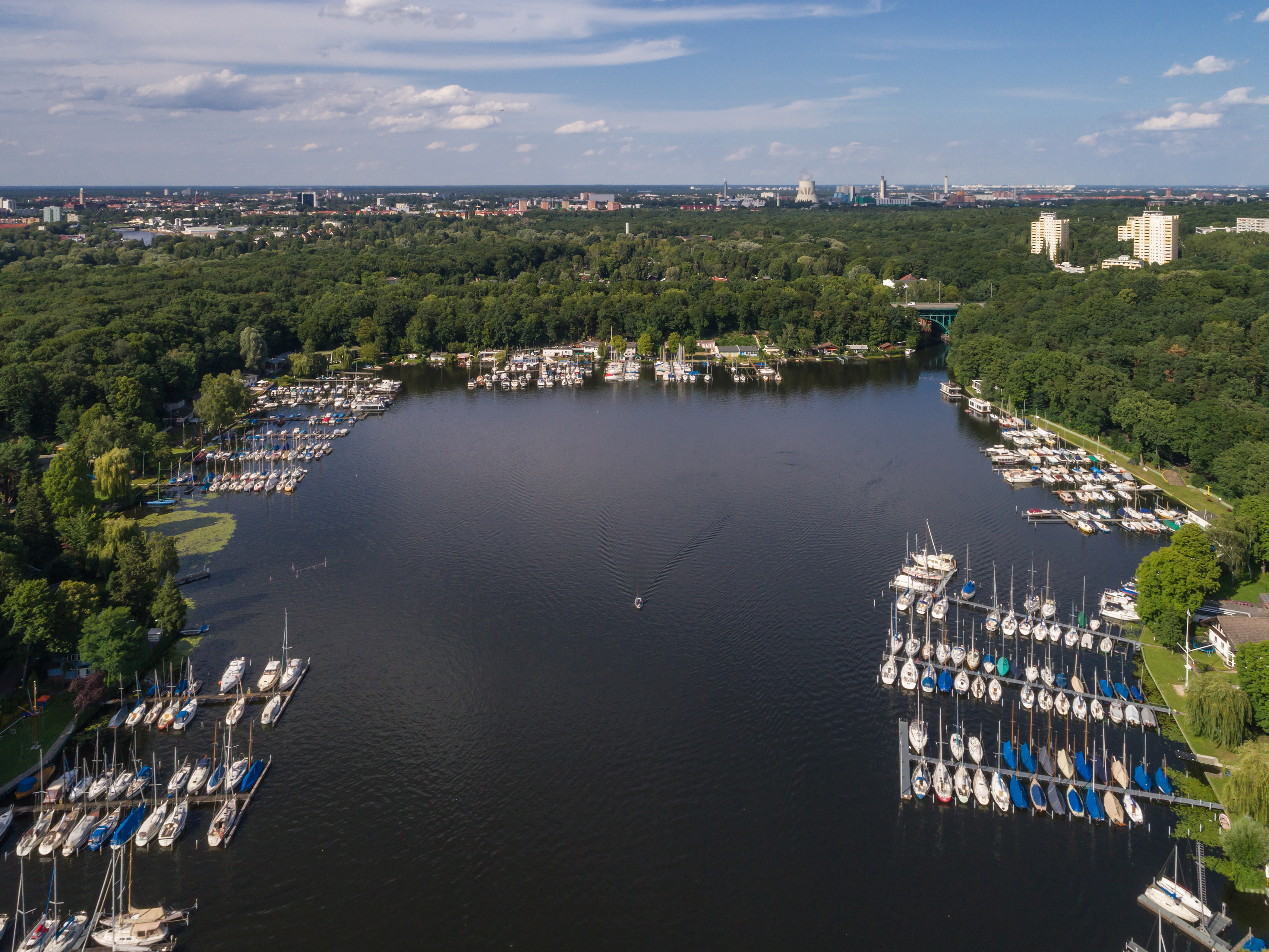
Stößensee in Wilhelmstadt

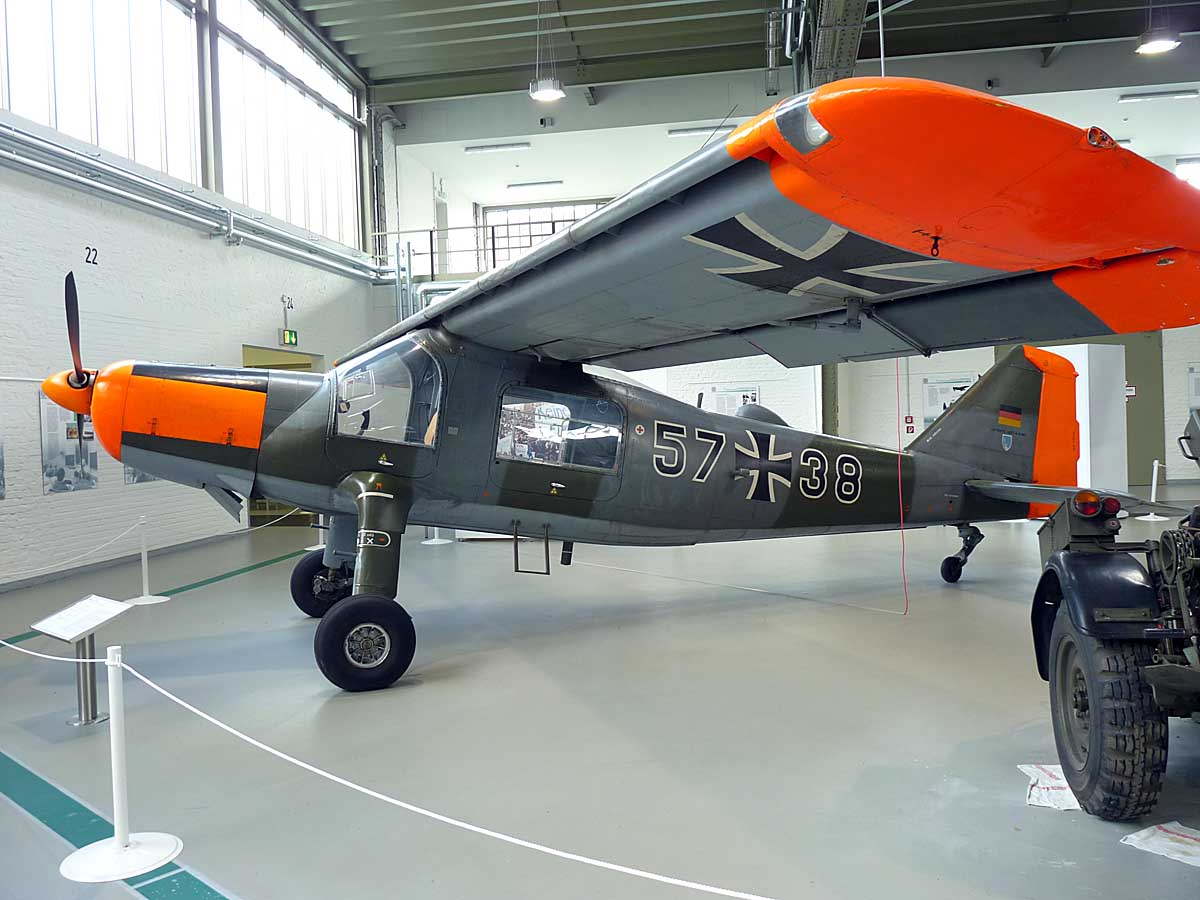
Militärhistorisches Museum in Gatow

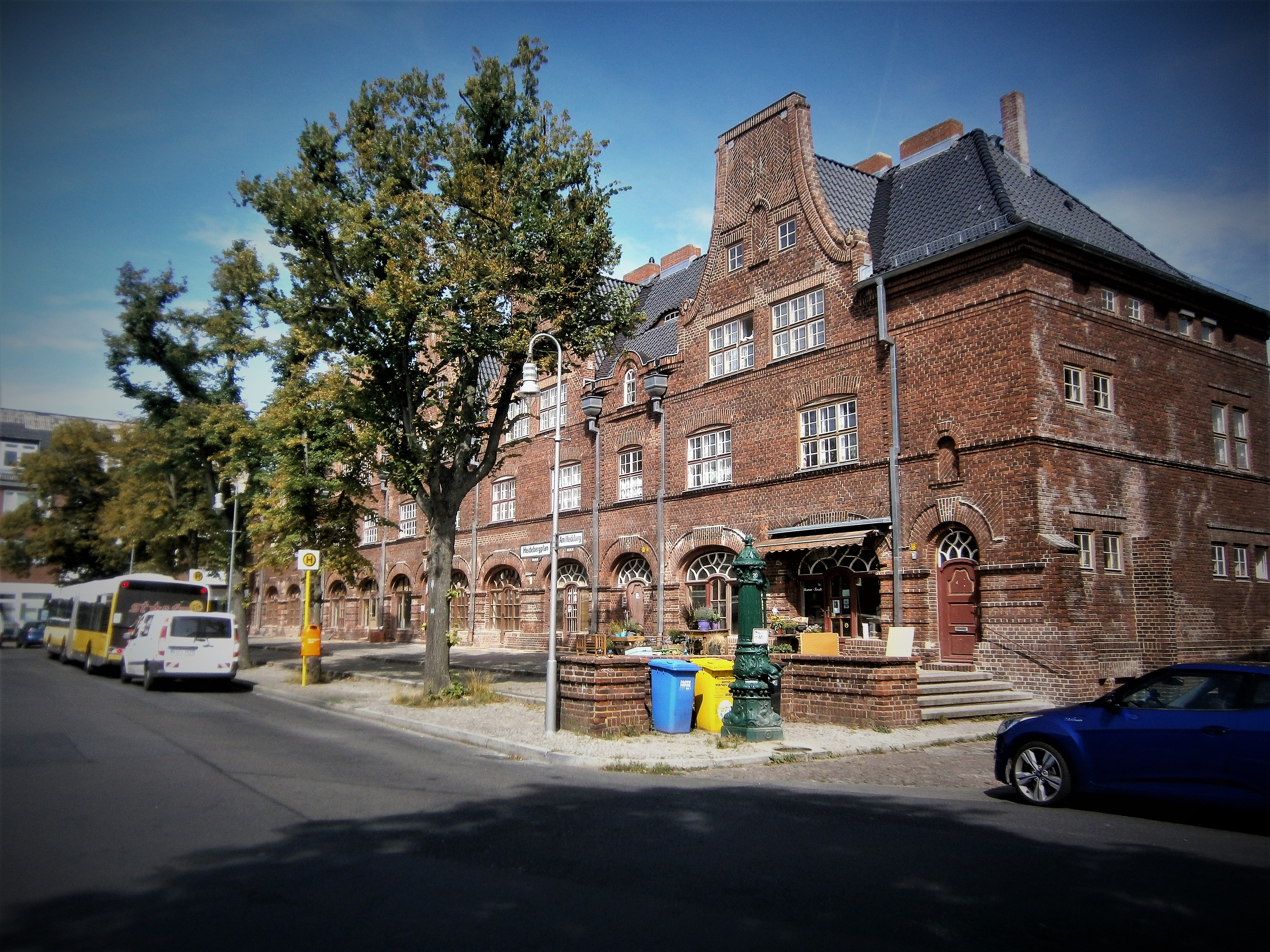
Gartenstadt Staaken

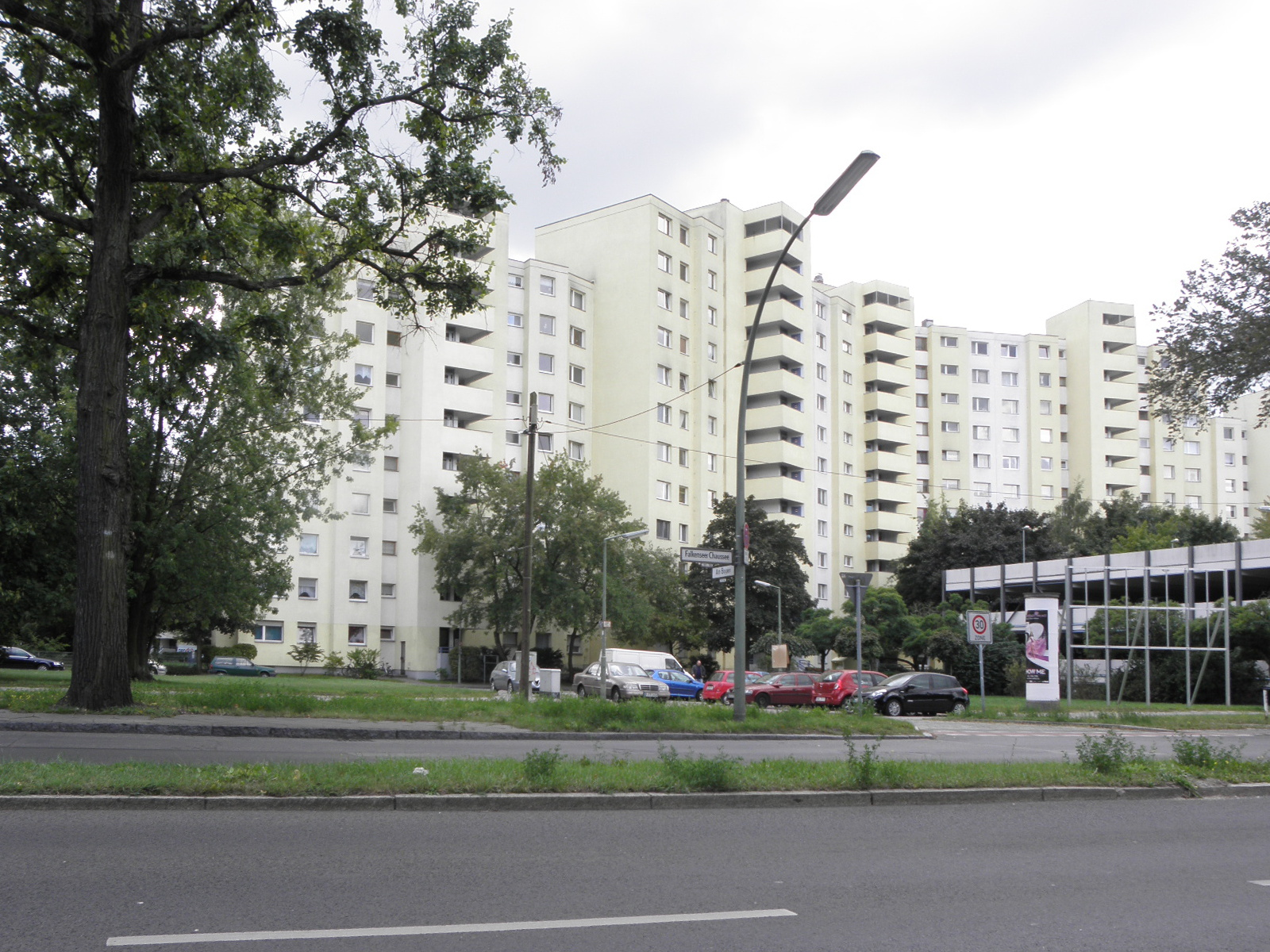
Wohnanlage im Falkenhagener Feld

| Ortsteil und Ortslagen | Fläche (km²) | Einwohner 31. Dezember 2024 | Einwohner pro km² | Lage                          |
| --- | ------------ | --------------------------- | ----------------- | ----------------------------- |
| 0501 Spandau - Altstadt Spandau - Neustadt Spandau (Oranienburger Vorstadt) - Stresow - Kolk - Klosterfelde - Tiefwerder                                                 | 8,03         | 42.353                      | 5.274             | Ortsteile des Bezirks Spandau |
| 0502 Haselhorst - Gartenfeld - Reichsforschungssiedlung Haselhorst - Quartier Pulvermühle                                                                                | 4,73         | 19.994                      | 4.227             | Ortsteile des Bezirks Spandau |
| 0503 Siemensstadt - Siemens-Siedlung am Rohrdamm - Siedlung Heimat - Großsiedlung Siemensstadt (der größere Teil gehört zu Charlottenburg-Nord) - Siedlung Rohrdamm-West | 5,66         | 13.438                      | 2.374             | Ortsteile des Bezirks Spandau |
| 0504 Staaken - Albrechtshof - Gartenstadt Staaken - Dorf Staaken - Siedlung Neu-Jerusalem - Heerstraße Nord - Louise-Schroeder-Siedlung - Siedlung Hahneberg             | 10,90        | 47.315                      | 4.341             | Ortsteile des Bezirks Spandau |
| 0505 Gatow - Alt-Gatow - Siedlung Habichtswald - Hohengatow | 10,10        | 3.530                       | 350               | Ortsteile des Bezirks Spandau |
| 0506 Kladow - Alt-Kladow - Groß-Glienicke - Landstadt Gatow | 14,80        | 16.548                      | 1.118             | Ortsteile des Bezirks Spandau |
| 0507 Hakenfelde - Wasserstadt Spandau - Waldsiedlung Hakenfelde - Siedlung Aalemannufer                                                                                  | 20,40        | 34.927                      | 1.712             | Ortsteile des Bezirks Spandau |
| 0508 Falkenhagener Feld | 6,88         | 39.922                      | 5.803             | Ortsteile des Bezirks Spandau |
| 0509 Wilhelmstadt - Wilhelmstadt - Pichelsdorf - Weinmeisterhöhe | 10,40        | 41.250                      | 3.966             | Ortsteile des Bezirks Spandau |

### Planungsräume
Die kleinräumige Gliederung für Berlin sind die Lebensweltlich orientierten Räume (LOR) mit Abgrenzung nach fachlichen Kriterien. Diese werden für sozialräumliche Planungszwecke genutzt und haben das Raumbezugssystem der Statistischen Gebiete / Verkehrzellen ersetzt. Daten zu den Bevölkerungsstrukturen in diesen Planungsgebieten sind im Kiezatlas der Sozialraumdaten online zugänglich.
| Planungsräume       | Schlüsselnummer | Bezirksregion      | Ausländische Staatsangehörige | Deutsche (mit MHG) | Deutsche (ohne MHG) | Gesamtzahl | Anteil (ohne MHG) | Anteil (mit MHG) |
| ------------------- | --------------- | ------------------ | ----------------------------- | ------------------ | ------------------- | ---------- | ----------------- | ---------------- |
| Hakenfelde Nord     | 05010101        | Hakenfelde         | 1904                          | 1360               | 07619               | 10883      | 70 %              | 30 %             |
| Goltzstraße         | 05010102        | Hakenfelde         | 0714                          | 0533               | 04638               | 05885      | 79 %              | 21 %             |
| Amorbacher Weg      | 05010103        | Hakenfelde         | 0559                          | 0667               | 06397               | 07623      | 84 %              | 16 %             |
| Griesingerstraße    | 05010204        | Falkenhagener Feld | 0593                          | 0664               | 02040               | 03297      | 62 %              | 38 %             |
| An der Tränke       | 05010205        | Falkenhagener Feld | 0183                          | 0335               | 01392               | 01910      | 73 %              | 27 %             |
| Gütersloher Weg     | 05010206        | Falkenhagener Feld | 1626                          | 1892               | 06728               | 10246      | 66 %              | 34 %             |
| Darbystraße         | 05010207        | Falkenhagener Feld | 2384                          | 3232               | 05876               | 11492      | 51 %              | 49 %             |
| Germersheimer Platz | 05010208        | Falkenhagener Feld | 1362                          | 1005               | 05260               | 07627      | 69 %              | 31 %             |
| An der Kappe        | 05010209        | Falkenhagener Feld | 0753                          | 0984               | 04361               | 06098      | 72 %              | 28 %             |
| Eckschanze          | 05010310        | Spandau Mitte      | 0738                          | 0530               | 02612               | 03880      | 67 %              | 33 %             |
| Eiswerder           | 05010311        | Spandau Mitte      | 1544                          | 1361               | 02765               | 05670      | 49 %              | 51 %             |
| Kurstraße           | 05010312        | Spandau Mitte      | 2485                          | 1146               | 03486               | 07117      | 49 %              | 51 %             |
| Ackerstraße         | 05010313        | Spandau Mitte      | 1519                          | 1031               | 04154               | 06704      | 62 %              | 38 %             |
| Carl-Schurz-Straße  | 05010314        | Spandau Mitte      | 2338                          | 1958               | 07672               | 11968      | 64 %              | 36 %             |
| Freiheit            | 05010339        | Spandau Mitte      | 0579                          | 0062               | 00333               | 00974      | 34 %              | 66 %             |
| Isenburger Weg      | 05020415        | Brunsbütteler Damm | 0187                          | 0521               | 03177               | 03885      | 82 %              | 18 %             |
| Am Heideberg        | 05020416        | Brunsbütteler Damm | 0028                          | 0067               | 01614               | 01709      | 94 %              | 06 %             |
| Staakener Straße    | 05020417        | Brunsbütteler Damm | 0763                          | 0837               | 04247               | 05847      | 73 %              | 27 %             |
| Spandauer Straße    | 05020418        | Brunsbütteler Damm | 0343                          | 0395               | 03272               | 04010      | 82 %              | 18 %             |
| Magistratsweg       | 05020419        | Brunsbütteler Damm | 0814                          | 0859               | 05359               | 07032      | 76 %              | 24 %             |
| Werkstraße          | 05020420        | Brunsbütteler Damm | 0058                          | 0096               | 00775               | 00929      | 83 %              | 17 %             |
| Döberitzer Weg      | 05020521        | Heerstraße Nord    | 0281                          | 0534               | 02280               | 03095      | 74 %              | 26 %             |
| Pillnitzer Weg      | 05020522        | Heerstraße Nord    | 1957                          | 1209               | 04198               | 07364      | 57 %              | 43 %             |
| Maulbeerallee       | 05020523        | Heerstraße Nord    | 3206                          | 3494               | 05713               | 12413      | 46 %              | 54 %             |
| Weinmeisterhornweg  | 05020524        | Heerstraße Nord    | 0425                          | 0572               | 05137               | 06134      | 84 %              | 16 %             |
| Borkumer Straße     | 05020625        | Wilhelmstadt       | 1310                          | 1072               | 05100               | 07482      | 68 %              | 32 %             |
| Adamstraße          | 05020626        | Wilhelmstadt       | 4636                          | 2325               | 12398               | 19359      | 64 %              | 36 %             |
| Tiefwerder          | 05020627        | Wilhelmstadt       | 0812                          | 0702               | 02545               | 04059      | 63 %              | 37 %             |
| Graetschelsteig     | 05020628        | Wilhelmstadt       | 0194                          | 0231               | 01559               | 01984      | 79 %              | 21 %             |
| Börnicker Straße    | 05020629        | Wilhelmstadt       | 0305                          | 0306               | 03802               | 04413      | 86 %              | 14 %             |
| Zitadellenweg       | 05030730        | Haselhorst         | 0663                          | 1420               | 01855               | 03938      | 47 %              | 53 %             |
| Gartenfelder Straße | 05030731        | Haselhorst         | 2173                          | 2520               | 06929               | 11622      | 60 %              | 40 %             |
| Rohrdamm            | 05030832        | Siemensstadt       | 2731                          | 2195               | 06766               | 11692      | 58 %              | 42 %             |
| Motardstraße        | 05030833        | Siemensstadt       | 1138                          | 0111               | 00296               | 01545      | 19 %              | 81 %             |
| Alt-Gatow           | 05040934        | Gatow/Kladow       | 0909                          | 0318               | 02738               | 03965      | 69 %              | 31 %             |
| Groß-Glienicker Weg | 05040935        | Gatow/Kladow       | 0073                          | 0024               | 00318               | 00415      | 77 %              | 23 %             |
| Jägerallee          | 05040936        | Gatow/Kladow       | 0541                          | 1041               | 08273               | 09855      | 84 %              | 16 %             |
| Kladower Damm       | 05040937        | Gatow/Kladow       | 0118                          | 0176               | 01857               | 02151      | 86 %              | 14 %             |
| Kafkastraße         | 05040938        | Gatow/Kladow       | 0198                          | 0282               | 03190               | 03670      | 87 %              | 13 %             |

## Geschichte

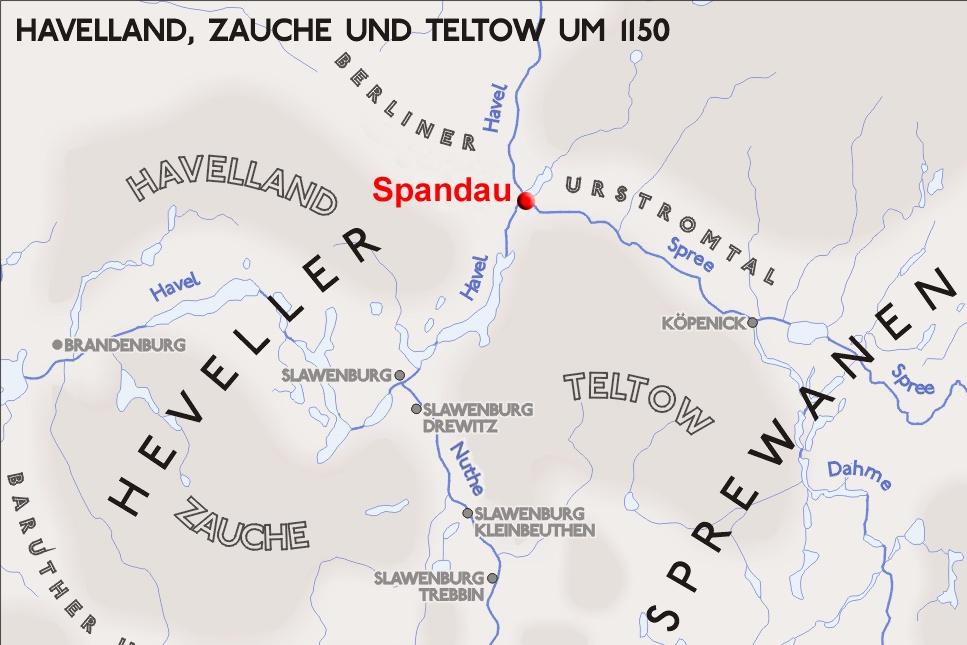
Geografische Situation im brandenburgischen Raum um 1150

Der Bezirk Spandau ging aus der Besiedlung Spandaus hervor. Die Besiedlung des Gebietes lässt sich bis ins 6. Jahrhundert zurückverfolgen, als das Havelland von den Sprewanen und Hevellern (slawische Stämme) besiedelt wurde. Albrecht der Bär soll hier eine Burg errichtet haben, aus der die namensgebende Burganlage Spandow entstand, die im Jahr 1197 zum ersten Mal urkundlich erwähnt wurde. Um diese Burg entwickelte sich die Stadt Spandow, die zum Zentrum des Gebietes wurde und vermutlich um das Jahr 1200 bereits Stadtrecht besaß.
1232 wurden die Stadtrechte durch den Markgrafen Johann I. und Otto III. urkundlich erweitert. Durch die förmliche Verbriefung, in der Spandau zum ersten Male als Stadt erwähnt wird, ist sie seitdem als Stadt anzusehen. 1539 trat Kurfürst Joachim II. in der Spandauer St.-Nikolai-Kirche zum protestantischen Glauben über, wodurch die Mark Brandenburg ebenfalls protestantisch wurde. Von 1239 bis ins 16. Jahrhundert bestand in Spandau ein bedeutendes Benediktinerinnenkloster, das das Kirchenpatronat über die St.-Nikolai-Kirche und weitere zehn Kirchen der Umgebung innehatte. Es ging infolge der Reformation unter.

### 1600–1945

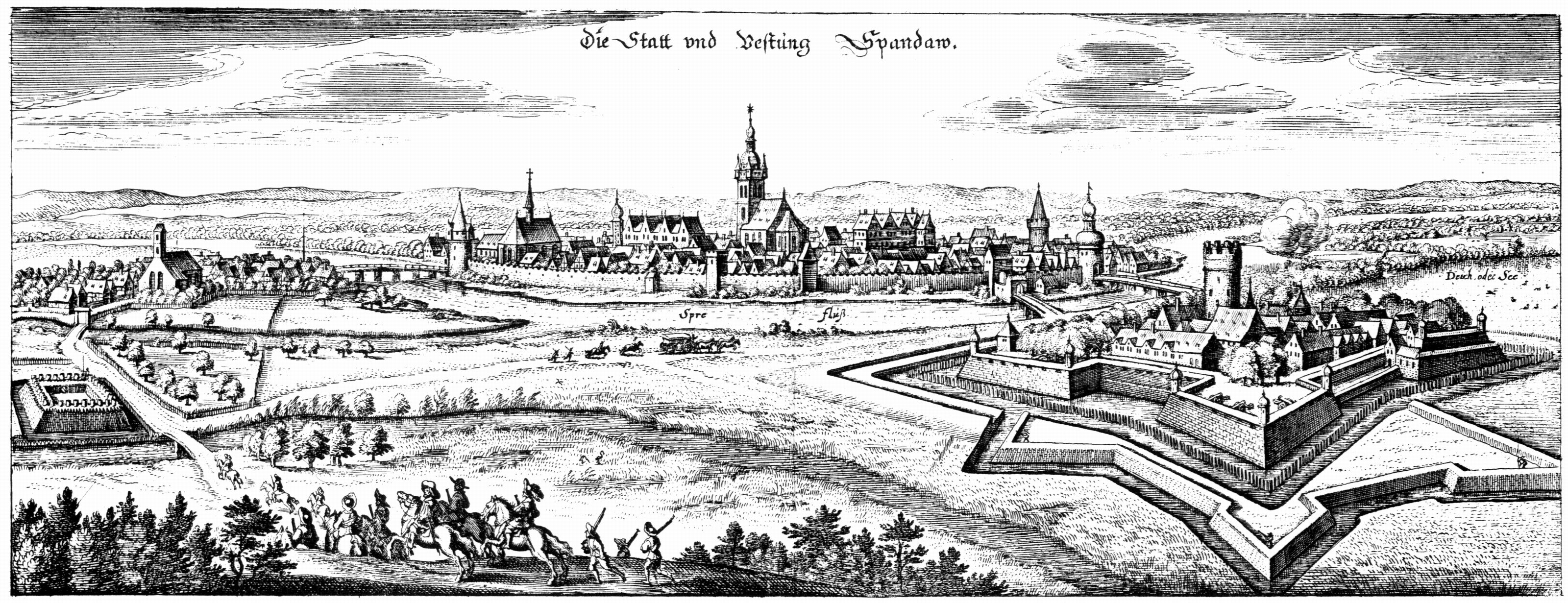
Die Stadt Spandau und die Zitadelle Spandau, Matthäus Merian, 1633

Der Zustand der Stadt und Umgebung um 1728 wird in einem Katasterwerk für die befestigte Stadt Spandau dokumentiert, womit erstmals ein komplettes Liegenschaftskataster mit den beiden großmaßstäblichen Karten Spandau Intra moenia (1:1000) und Spandau extra moenia sowie entsprechenden Eigentümerverzeichnissen geschaffen wurde. Dieses liegt heute noch im Stadtarchiv Spandau vor. Erarbeitet wurde das Werk von dem Landmesser Gustav Haestskau.
Von den 1830er Jahren bis 1874 fand in Spandau jährlich zum Fronleichnamsfest die Spandauer Prozession statt, an der Katholiken aus Berlin und Charlottenburg teilnahmen. Zentrum der Feierlichkeiten war seit ihrer Fertigstellung 1848 die Kirche St. Marien am Behnitz. Die Prozession wurde im Rahmen des preußischen Kulturkampfes ab 1875 nicht mehr genehmigt.

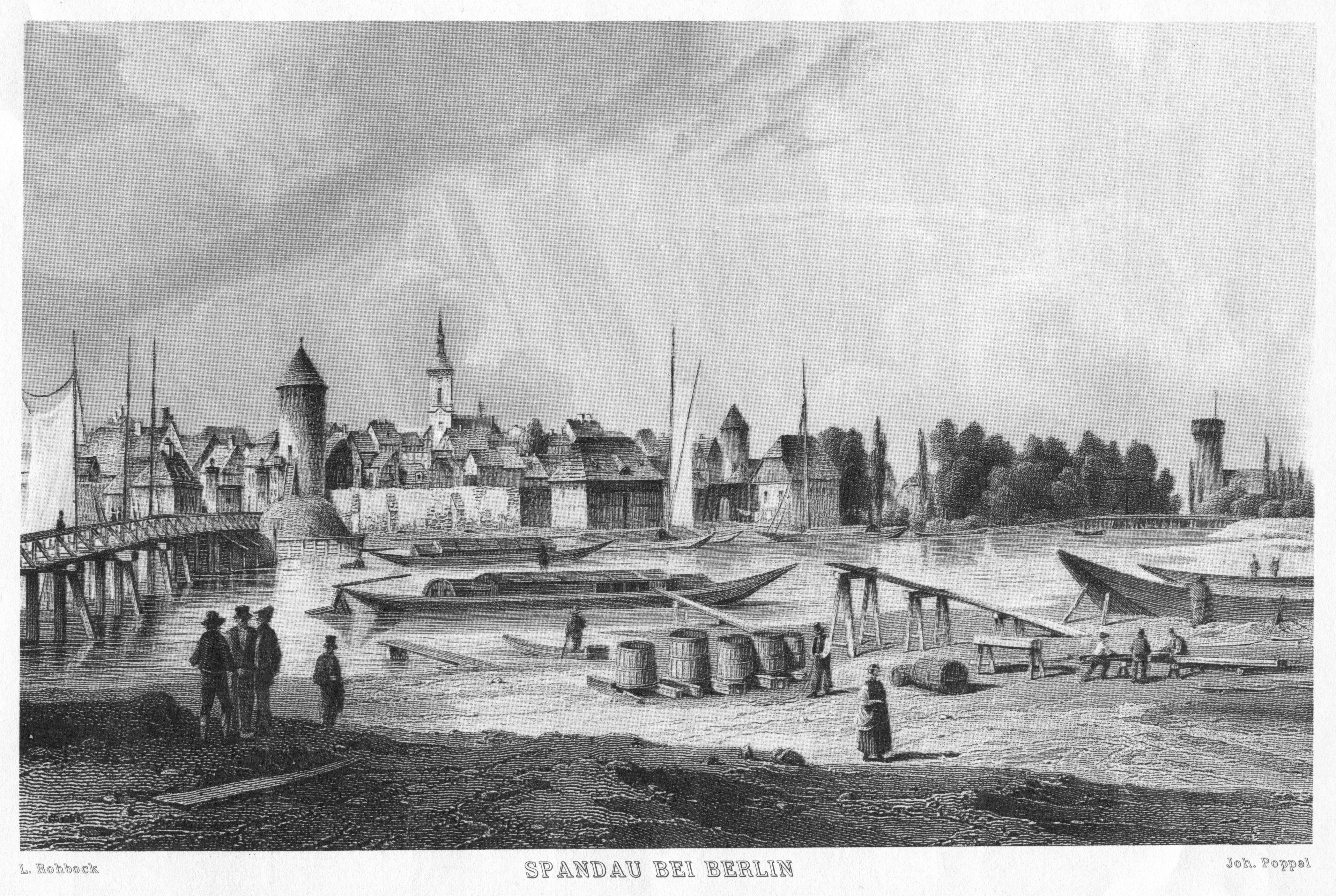
Stadtansicht um 1850, vom damals noch Spandow genannten Ort

Die Schreibweise des Stadtnamens wurde mit Beschluss von 1877 offiziell von Spandow in Spandau geändert. 1887 schied die Stadt aus dem Landkreis Osthavelland aus und wurde ein Stadtkreis. Die Gutsbezirke Haselhorst, Spandau Land und Sternfeld kamen 1910 vom Kreis Osthavelland zur Stadt Spandau.
Mit Bau der Berlin-Hamburger Bahn erhielt Spandau am Standort des heutigen S-Bahnhofs Stresow im Jahr 1846 einen Eisenbahnanschluss, 1871 folgte die Berlin-Lehrter Eisenbahn. Der mit der Industrialisierung Spandaus stetig steigende Pendlerverkehr führte zwischen 1909 und 1911 zum Bau der Spandauer Vorortbahn, die 1928 als S-Bahn elektrifiziert wurde.

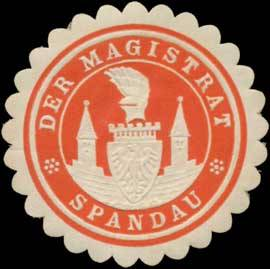
Siegelmarke vom Magistrat (ca. 1878–1920)

Während des Ersten Weltkriegs wuchs vor allem die Rüstungsindustrie, sodass Spandau zum Ende des Krieges ein bedeutendes Rüstungszentrum des Deutschen Reiches geworden war. Das hier gefertigte Maschinengewehr MG 08/15 wurde zum Synonym für die gleichnamige Redewendung. Ab 1897 siedelte das Elektrounternehmen Siemens & Halske Produktion und Verwaltung im Osten Spandaus auf den Nonnenwiesen an. Ein Novum war der mit dem Aufbau dieses Industriegebiets einhergehende Bau einer Wohnsiedlung durch Siemens. Dazu gehörte auch deren Infrastruktur: der Bahnhof Fürstenbrunn, die Straßenbahn an der Nonnendammallee und 1929 die von der S-Bahn befahrene Siemensbahn zum neu entstandenen Ortsteil Siemensstadt.
Im Rahmen der Bildung von Groß-Berlin am 1. Oktober 1920 wurde aus den folgenden Gebietseinheiten der Bezirk Spandau – damals der achte Bezirk Berlins – gebildet: Stadtkreis Spandau, Gemeinde Staaken, Gemeinde Tiefwerder, Gemeinde Pichelsdorf, Gemeinde Gatow, Gemeinde Kladow, Gutsbezirk Spandau-Zitadelle, Gutsbezirk Pichelswerder und Gutsbezirk Heerstraße (nördlicher Teil).

### 1945–1990
Nach dem Zweiten Weltkrieg gehörte der Bezirk Spandau in der „Vier-Sektoren-Stadt“ Berlin zum Britischen Sektor und verlor West-Staaken an die Sowjetische Besatzungszone. Im Gegenzug kamen der Seeburger Ortsteil Weinmeisterhöhe und die Groß-Glienicker Siedlung Wochenend West aus dem Kreis Osthavelland zum Bezirk.
Bis 1987 befand sich an der Wilhelmstraße das Kriegsverbrechergefängnis Spandau, in dem die Alliierten zuletzt nur noch den zu lebenslanger Haft verurteilten Rudolf Heß bewachten. Nach dessen Tod wurde das Gefängnis abgerissen.
Der gesamte S-Bahn-Verkehr im Bezirk kam 1980 auf den drei Strecken von Jungfernheide nach Gartenfeld (Siemensbahn) sowie über Fürstenbrunn nach Spandau und von Friedrichstraße über Westkreuz – Spandau nach Staaken zum Erliegen. Im gleichen Jahr erhielt der West-Berliner Bezirk mit der Verlängerung der damaligen U-Bahn-Linie 7 (heute: U7) zum U-Bahnhof Rohrdamm erstmals Anschluss an das Berliner U-Bahn-Netz. 1984 wurde die U7 bis zum Endbahnhof Rathaus Spandau fertiggestellt.

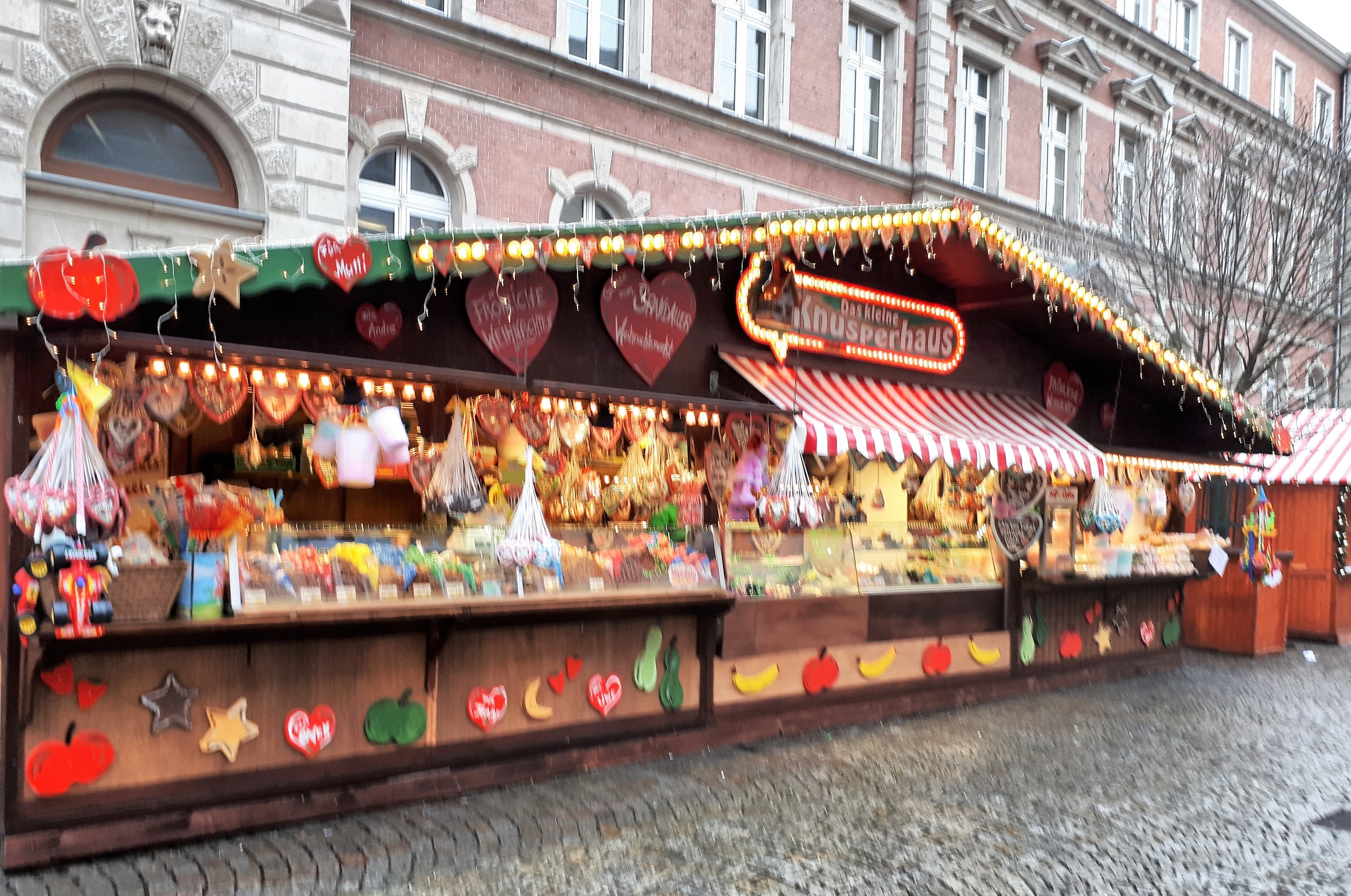
Knusperhaus auf dem Spandauer Weihnachtsmarkt

Das kulturelle Zentrum des Bezirks ist die Spandauer Altstadt, von deren ursprünglicher Bausubstanz allerdings aufgrund der Ereignisse des Zweiten Weltkriegs wenig erhalten geblieben ist. Dennoch gelang mit der Sanierung in den 1970er Jahren und der Beseitigung der nach 1945 in Baulücken entstandenen eingeschossigen Behelfsbauten für Geschäfte eine rekonstruierte neue Altstadt. Sie wurde gleichzeitig vom Durchgangsverkehr weitgehend befreit und in eine Fußgängerzone umgewandelt und bietet seitdem Platz für Wochenmärkte und den alljährlich in der Adventszeit stattfindenden Spandauer Weihnachtsmarkt.
Nach dem Fall der Berliner Mauer 1989 erhielt Spandau 1990 das seinerzeit abgetrennte West-Staaken zurück. Auf dem ehemaligen Flugplatz Gatow, der während der Teilung von der Royal Air Force genutzt wurde, wurde 1995 das Militärhistorische Museum eingerichtet. Seit 1998 fährt die S-Bahn wieder über die Gleise der Spandauer Vorortbahn bis zum damals neu errichteten Bahnhof Berlin-Spandau mit Anschluss an den Regional- und Fernverkehr.

### Seit 1990
In den 1990er Jahren wurde die „Wasserstadt Oberhavel“ städtebaulich entwickelt. Die Baumaßnahmen dazu waren 2008 weitgehend abgeschlossen. Das Gebiet erstreckt sich beidseits der Insel Eiswerder sowie auf den früheren Brachflächen an der Havel, nördlich davon.

## Bevölkerung

### Überblick
Am 31. Dezember 2024 zählte der Bezirk Spandau 246.257 Einwohner. Spandau hat damit die geringste Einwohnerzahl aller Berliner Bezirke, gefolgt vom Bezirk Reinickendorf. Bedingt durch den relativ hohen Anteil von Wasser- und Waldflächen an der Gesamtfläche von knapp 92 km² lag am Stichtag die durchschnittliche Bevölkerungsdichte bei 2.680 Einwohnern pro km².
| Jahr | Einwohner |
| ---- | --------- |
| 1925 | 111.629   |
| 1933 | 146.472   |
| 1939 | 170.384   |
| 1946 | 159.999   |
| 1950 | 166.161   |
| 1955 | 168.318   |
| 1961 | 172.663   |
| 1965 | 190.792   |
| 1970 | 198.333   |
| 1980 | 196.959   |
| 1991 | 218.614   |
| 2000 | 215.997   |

| Jahr | Einwohner |
| ---- | --------- |
| 2001 | 217.383   |
| 2002 | 218.267   |
| 2003 | 218.093   |
| 2004 | 218.010   |
| 2005 | 217.461   |
| 2006 | 216.936   |
| 2007 | 215.927   |
| 2008 | 215.939   |
| 2009 | 215.444   |
| 2010 | 218.094   |

| Jahr | Einwohner |
| ---- | --------- |
| 2011 | 220.645   |
| 2012 | 223.305   |
| 2013 | 226.868   |
| 2014 | 230.419   |
| 2015 | 234.630   |
| 2016 | 239.942   |
| 2017 | 242.143   |
| 2018 | 243.080   |
| 2019 | 245.197   |
| 2020 | 245.527   |

| Jahr | Einwohner |
| ---- | --------- |
| 2021 | 247.396   |
| 2022 | 254.175   |
| 2023 | 257.091   |
| 2024 | 259.277   |

Die unten stehenden Einwohnerzahlen ab 1991 (Stand: jeweils am 31. Dezember) basieren, abweichend von der Bevölkerungsfortschreibung des Amtes für Statistik Berlin-Brandenburg, auf Daten des Einwohnermelderegisters des Berliner Landesamtes für Bürger- und Ordnungsangelegenheiten.

### Bevölkerungsstruktur
Die folgende Tabelle zeigt Angaben zur Struktur der Bevölkerung des Bezirks Spandau am 31. Dezember 2024.
| Geschlecht      | Anzahl  | Anteil |
| --------------- | ------- | ------ |
| männlich        | 127.361 | 49,1 % |
| weiblich        | 131.916 | 50,9 % |
| Insgesamt       | 259.277 | 100 %  |
|                 |         |        |
|                 |         |        |
| Altersgruppen   |         |        |
| unter 20        | 053.179 | 20,5 % |
| 20 bis unter 40 | 069.843 | 26,9 % |
| 40 bis unter 65 | 082.601 | 31,9 % |
| ab 65           | 053.654 | 20,7 % |
| Insgesamt       | 259.277 | 100 %  |

| Herkunft                            | Anzahl  | Anteil |
| ----------------------------------- | ------- | ------ |
| Deutsche ohne Migrationshintergrund | 140.857 | 54,3 % |
| Deutsche mit Migrationshintergrund  | 049.057 | 18,9 % |
| Ausländer                           | 069.363 | 26,8 % |
| Insgesamt                           | 259.277 | 100 %  |
|                                     |         |        |
| Wohnlagen                           |         |        |
| einfache Wohnlagen bzw. ohne Angabe | 195.951 | 75,6 % |
| mittlere Wohnlagen                  | 054.608 | 21,0 % |
| gute Wohnlagen                      | 008.718 | 03,4 % |
| Insgesamt                           | 259.277 | 100 %  |

| Religion            | Anzahl  | Anteil |
| ------------------- | ------- | ------ |
| evangelisch         | 040.136 | 15,5 % |
| römisch-katholisch  | 021.050 | 08,1 % |
| sonstige bzw. keine | 198.091 | 76,4 % |
| Insgesamt           | 259.277 | 100 %  |

Das Durchschnittsalter im Bezirk lag am 31. Dezember 2024 bei 43,0 Jahren (Berliner Durchschnitt: 42,8 Jahre).

## Wirtschaft
Der Bezirk Spandau ist mit seinen Ver- und Entsorgungseinrichtungen wie dem Kraftwerk Reuter, der Biogasanlage und dem Klärwerk Ruhleben sowie zahlreichen Produktionsstätten (Siemens, Osram, BMW-Motorräder) ein bedeutender industriell geprägter Wirtschaftsstandort für Berlin.
Mehr als 30 Unternehmen haben ihren Sitz im Thelen Technopark, u. a. Boschen & Oetting Automatisierungs-Bau GmbH und BSH Technologiezentrum.
Der Bezirk besitzt auch große Wald- und Wasserflächen, die als touristisch beliebtes Ausflugsgebiet genutzt werden.
2012 gehörten 12.461 Gewerbetreibende aus Spandau der IHK Berlin an.
Die Johannesstift Diakonie ist ein Gesundheits- und Sozialunternehmen mit Sitz Spandau. Es ist der größte konfessionelle Klinikbetreiber in Berlin und beschäftigt im Nordosten Deutschlands an verschiedenen Standorten mehr als 10.000 Mitarbeiter.
Mieten
Im Berliner Bezirk Spandau lagen die Angebotsmieten für neu zu vermietende Wohnungen im Jahr 2023 bei durchschnittlich 10,1 Euro (Berliner Durchschnitt: 14,0 Euro). Im Bezirksvergleich zählten die Mieten in Spandau damit zu den niedrigsten.

## Infrastruktur

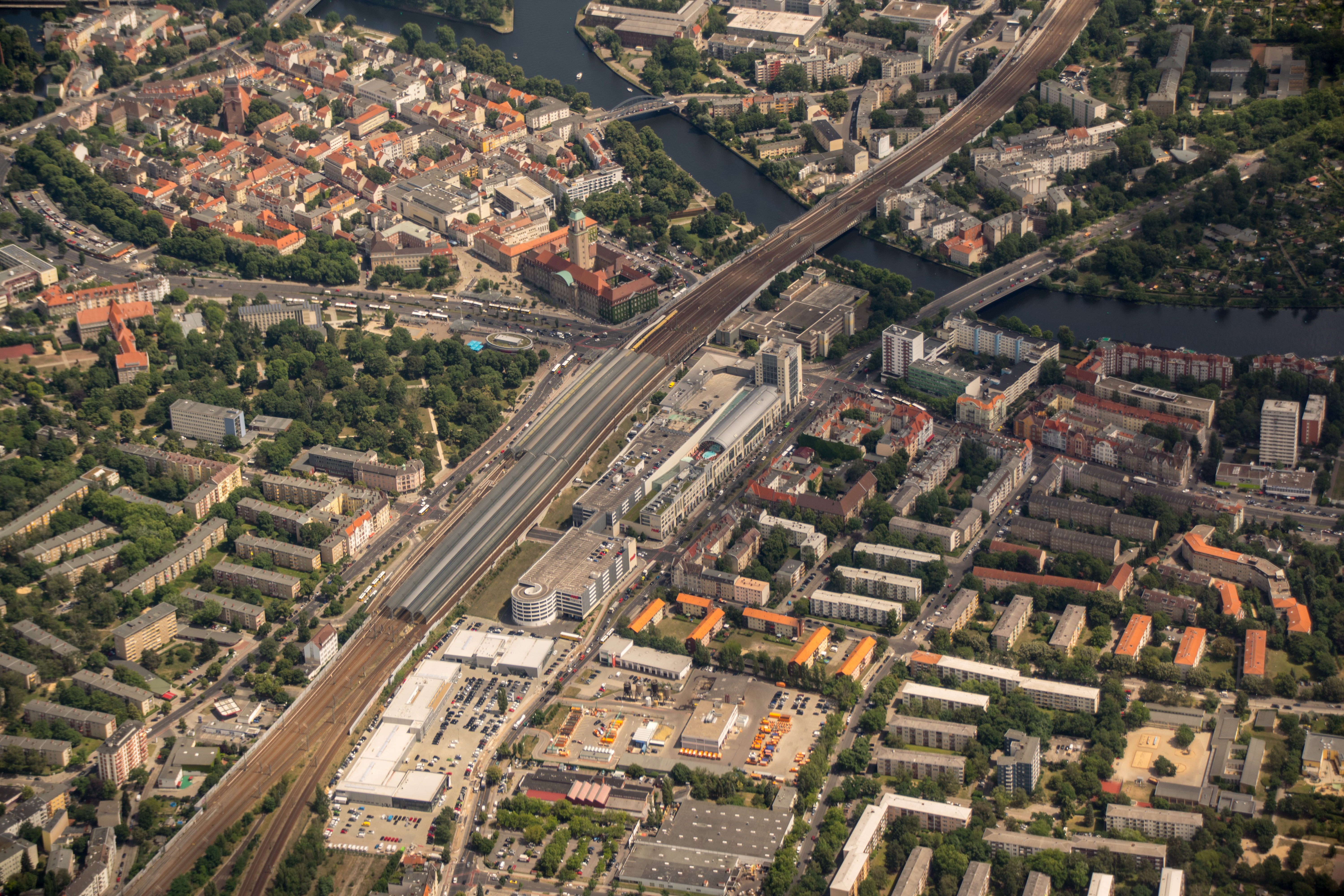
Luftbild vom Bahnhof Spandau

Die Stadt Spandau besaß ab Juni 1892 eine erste Pferdebahn-Linie (Hauptbahnhof – Fehrbelliner Tor). 1894 wurde der Betriebsbahnhof angelegt und es kam die zweite Linie (Hauptbahnhof bis Pichelsdorf) und 1896 die dritte Linie (Hauptbahnhof bis Schützenhaus) dazu. 1896 wurden alle Strecken elektrifiziert, 1909 kam die Spandauer Straßenbahn in Stadtbesitz. In den 1930er Jahren gab es einen O-Bus-Verkehr in Spandau. 1967 fuhr die letzte West-Berliner Straßenbahn (Linie 55) von Hakenfelde zum Bahnhof Zoo. Eine Eisenbahnstrecke vom Bahnhof Spandau West über Johannesstift nach Bötzow (Bötzowbahn) dient gegenwärtig in Teilen noch als Güterverkehrsstrecke.

### Individualverkehr
Durch Spandau führen die beiden Bundesstraßen B 2 und B 5.
Spandau ist an zahlreiche nationale, internationale und regionale Radwanderwege angeschlossen: Unter anderem an die europäische EuroVelo-Route EV 7 (verläuft von Norwegen bis Malta), an den Radweg Berlin–Kopenhagen (u. a. über Oranienburg, Zehdenick, Fürstenberg, Rostock) und an den Havelradweg (u. a. über Potsdam und Brandenburg an der Havel).

### Öffentlicher Personenverkehr

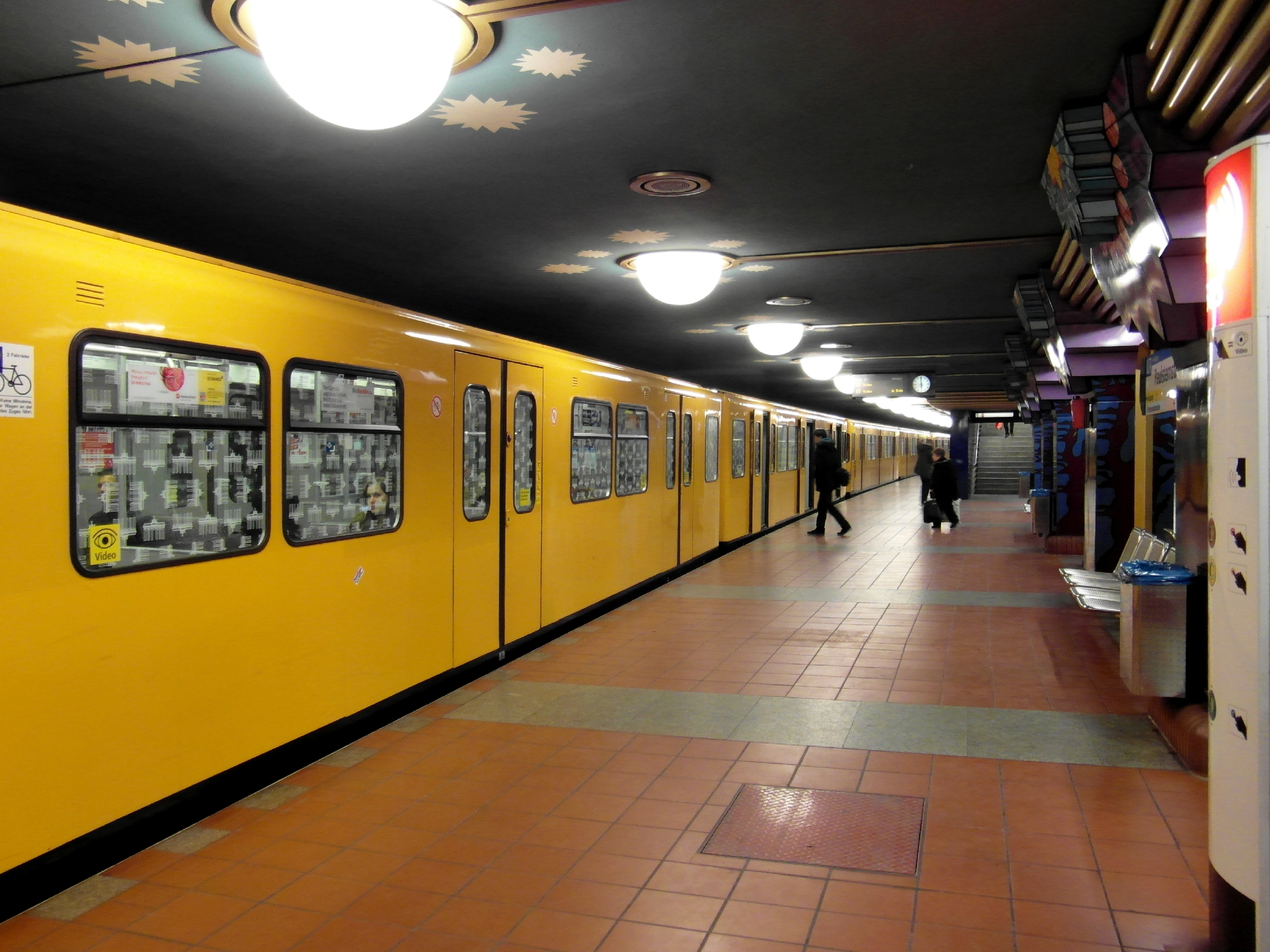
U-Bahnhof Paulsternstraße

In Spandau gibt es Anbindungen mit folgenden öffentlichen Verkehrsmitteln:
- Eisenbahn-Regionalverkehr der Linien RE2, RE4, RE6, RE8, RB10, RB14 und RB21
- U-Bahn-Linie U7
- S-Bahn-Linien S3 und S9
- Stadt- und Regionalbuslinien 130, 131, 133, 134, 234, 334, 135, 136, 137, 237, 337, 338, 139, 638, 671 und 697
- MetroBuslinien M32, M36, M37, M45 und M49
- ExpressBuslinien X33, X34, X36, X37 und X49
- Nachtbuslinien N7, N30, N33, N34, N35 und N39

### Eisenbahn-Personenfernverkehr
Folgende Linien des Schienenpersonenfernverkehrs haben einen Verkehrshalt im Bahnhof Berlin-Spandau:
- ICE-Linien 10, 11, 12 und 28
- EC-Linien 27 und 99
- IC-Linien 32 und 77

### Schiffsverkehr

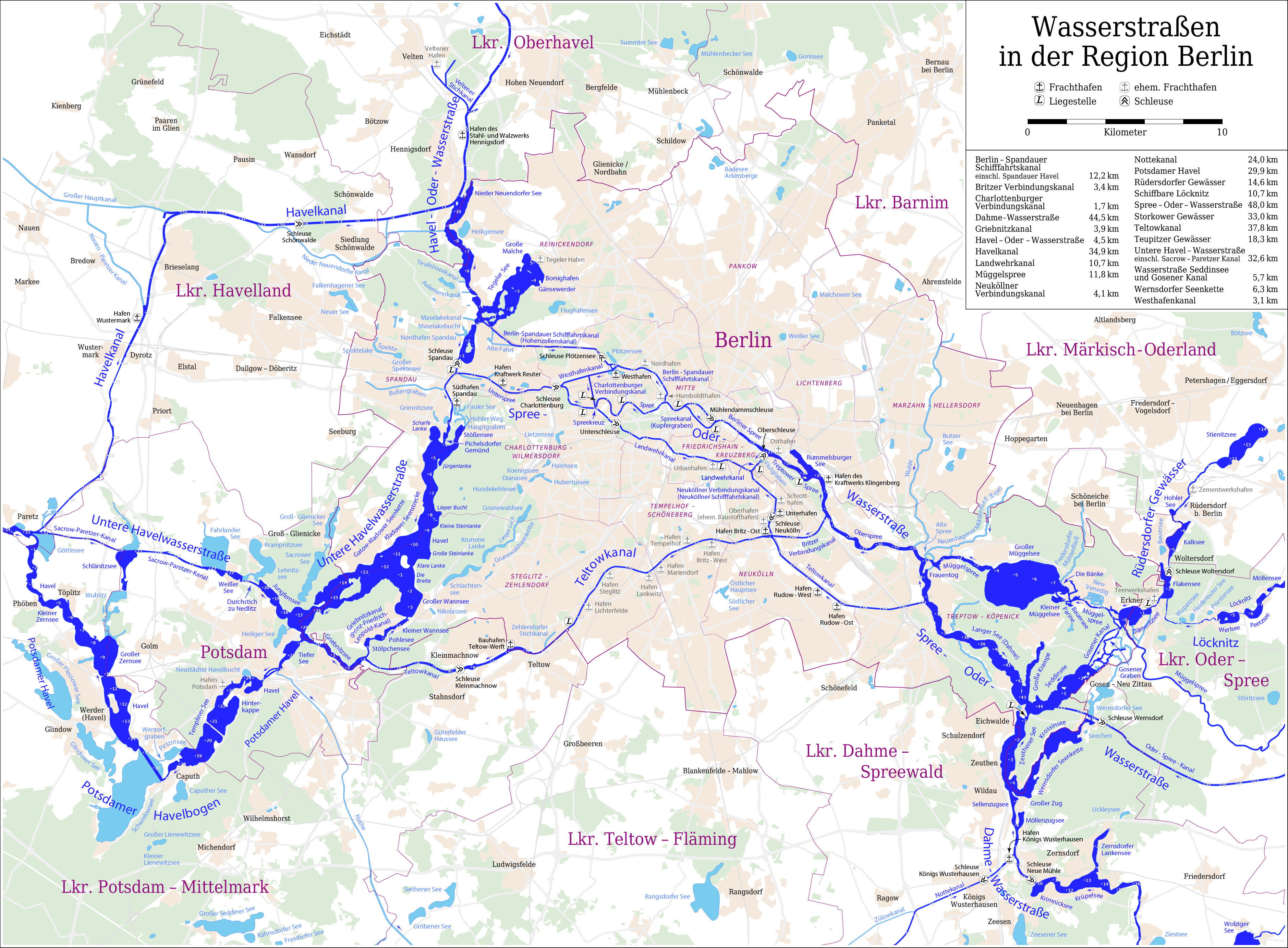
Wasserstraßen in Berlin

Durch Spandau führen die Bundeswasserstraßen Untere Havel-Wasserstraße, Havel-Oder-Wasserstraße und Spree-Oder-Wasserstraße. Der Spandauer Südhafen an der Havel ist der zweitgrößte Frachthafen Berlins.
Folgende Fähren verkehren im Bezirk Spandau:
- Personenfähre F10 zwischen Kladow und Wannsee
- private Autofähre zwischen Hakenfelde und Konradshöhe
- private Personenfähre zwischen Hakenfelde und Konradshöhe mt Rundfahrt zu den Inseln Valentinswerder und Maienwerder (beide im Bezirk Reinickendorf). Im Sommer 2011 hat der ehemalige Betreiber den Betrieb der Fähre eingestellt. Es wird eine Privatfähre nach Bedarf von Bewohnern der Insel Valentienswerder betrieben.

Die Schleuse Spandau überbrückt die unterschiedlichen Wasserspiegelhöhen der Unteren Havel-Wasserstraße und der Oberen Havel-Wasserstraße. Sie liegt zwischen der Altstadt und der Zitadelle Spandau.

### Energieversorgung
Auf dem ehemaligen Flugplatz Staaken befindet sich der größte Solarpark in der Metropolregion Berlin-Brandenburg. Die Anlage ging 2011 in Betrieb und erreicht eine maximale Leistung von 21 Megawatt.

## Politik

### Bezirksverordnetenversammlung
Die Wahl zur Bezirksverordnetenversammlung (BVV) des Bezirks Spandau am 12. Februar 2023 führte zu folgendem Ergebnis:
| Wahl zur Bezirksverordnetenversammlung Spandau 2023Wahlbeteiligung: 51,9 % 403020100 39,523,311,19,94,34,24,13,6 CDUSPDAfDGrüneTierschutzLinkeFDPSonst.Gewinne und Verlusteim Vergleich zu 2021 %p 14 12 10 8 6 4 2 0 −2 −4 −6+12,2−4,3+0,9−2,0−0,2−1,2−3,4−2,0CDUSPDAfDGrüneTierschutzLinkeFDPSonst. | Sitzverteilung (Stand: 2025)Insgesamt 55 Sitze - CDU: 23 - SPD: 14 - AfD: 6 - Grüne: 6 - Tierschutz: 2 - Linke: 2 - FDP: 2 |

### Bezirksbürgermeister
| Name              | Partei | Amtszeit  | Bemerkungen                             |
| ----------------- | ------ | --------- | --------------------------------------- |
| Kurt Woelck       | DDP    | 1919–1921 | letzter Oberbürgermeister Stadt Spandau |
| Martin Stritte    |        | 1921–1933 |                                         |
| Max Harrer        | NSDAP  | 1933–1944 |                                         |
| Ernst Neumann     | NSDAP  | 1944–1945 |                                         |
| Fritz Warsow      |        | 1945      |                                         |
| Richard Münch     |        | 1945–1946 |                                         |
| Bruno Lehmann     | LDP    | 1946      |                                         |
| Gottlob Münsinger | SPD    | 1946–1949 |                                         |
| Karl Schilling    | SPD    | 1949–1954 |                                         |
| Georg Ramin       | SPD    | 1954–1958 |                                         |
| Ernst Liesegang   | SPD    | 1958–1965 |                                         |
| Klaus Bodin       | SPD    | 1965–1967 |                                         |
| Herbert Kleusberg | SPD    | 1967–1979 |                                         |
| Werner Salomon    | SPD    | 1979–1992 |                                         |
| Sigurd Hauff      | SPD    | 1992–1995 |                                         |
| Konrad Birkholz   | CDU    | 1995–2011 |                                         |
| Helmut Kleebank   | SPD    | 2011–2021 |                                         |
| Carola Brückner   | SPD    | 2021–2023 |                                         |
| Frank Bewig       | CDU    | seit 2023 |                                         |

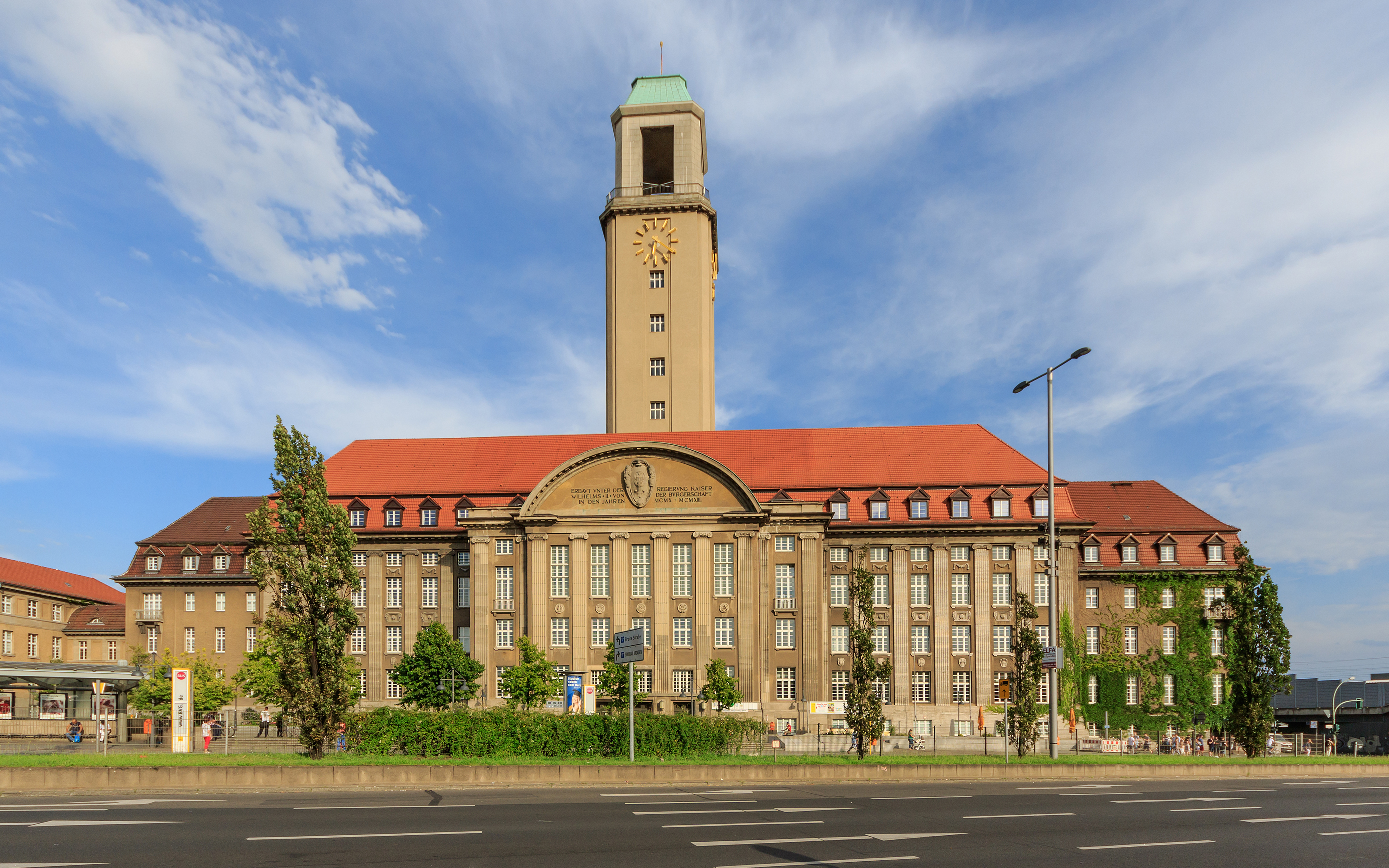
Rathaus Spandau

Der Bezirk Spandau ist durch den Bezirksbürgermeister auf Landesebene im Rat der Bürgermeister und in der AG Ressourcensteuerung vertreten.

### Bezirksamt
Mitglieder des Bezirksamts sind (Stand: 2025):
|                 | Partei | Funktion                                | Geschäftsbereich                               |
| --------------- | ------ | --------------------------------------- | ---------------------------------------------- |
| Frank Bewig     | CDU    | Bezirksbürgermeister                    | Personal, Finanzen und Wirtschaftsförderung    |
| Carola Brückner | SPD    | stellvertretende Bezirksbürgermeisterin | Bildung, Kultur, Sport und Facility Management |
| Thorsten Schatz | CDU    | Bezirksstadtrat                         | Bauen, Planen, Umwelt- und Naturschutz         |
| Tanja Franzke   | CDU    | Bezirksstadträtin                       | Jugend und Gesundheit                          |
| Gregor Kempert  | SPD    | Bezirksstadtrat                         | Soziales und Bürgerdienste                     |
| N.N.            | AfD    | Bezirksstadtrat                         | Ordnungsamt                                    |

### Städtepartnerschaften
Siegen und Kreis Siegen-Wittgenstein (Nordrhein-Westfalen), seit 1952
 Luton (Vereinigtes Königreich), seit 1959
 Asnières-sur-Seine (Frankreich), seit 1959
 Aschdod (Israel), seit 1968
 İznik (Türkei), seit 1987
 Nauen (Brandenburg), seit 1988

### Wappen
In der heutigen Form wurde das Wappen am 4. Februar 1957 durch den Senat von Berlin verliehen.
Blasonierung: In silbernem Schild über blauen Wellen eine nach außen ansteigende rote Stadtmauer; vor deren offenem, breitem, oben mit einem Zinnenkranz abgeschlossenem Mitteltor steht ein silberner Dreieckschild mit dem brandenburgischen goldenbewehrten roten Adler, dessen Flügel mit goldenen Kleestengeln belegt sind. Das Tor ist beseitet von zwei hinter der Mauer hervorkommenden goldenbeknopften roten spitzbedachten befensterten Türmen, zwischen denen auf dem Zinnenkranz des Tores ein naturfarbener Topfhelm – der brandenburgische Wappenhelm – sitzt. Er trägt als Helmzier einen mit goldenen Lindenblättern besäten schwarzen Flug. Auf dem Schild ruht eine rote dreitürmige Mauerkrone, deren mittlerer Turm mit einem kleinen Berliner Wappenschild belegt ist.
Wappenbeschreibung: Das Wappen des Bezirks Spandau leitet sich von dem Wappen der Stadt Spandau ab, dessen heraldische Elemente bereits im 13. Jahrhundert belegt sind – der Helm und die Mauern verweisen auf die Festungsstadt, das blaue Wellenband auf den Fluss Havel, und der rote märkische Adler auf die Gründungsherren. Die Mauerkrone wurde dem Wappen dabei am 1. Januar 2001 im Rahmen der Bezirksreform als verbindendes Element aller Berliner Bezirke hinzugefügt.

### Polizei
Die Direktion 2 der Berliner Polizei ist für die Bezirke Spandau und Charlottenburg-Wilmersdorf zuständig.

## Bauwerke

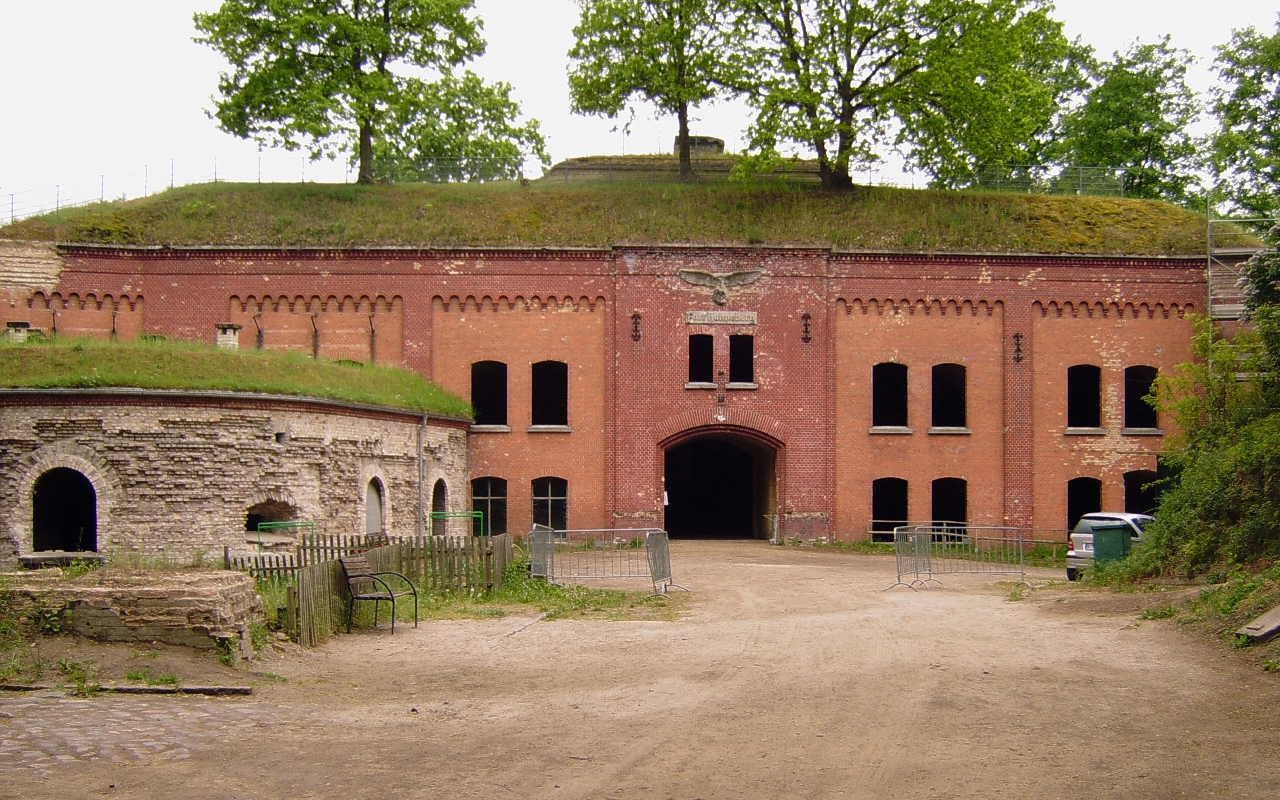
Fort Hahneberg

### Profangebäude
Spandau hat keine wesentlich überregional bekannte Baukultur hervorgebracht. Trotz der wasserreichen Gebiete gibt es kaum dem Wasser zugewandte Architektur.
Zu den markanten Bauwerken und Siedlungen im Bezirk zählen die Zitadelle Spandau, die Altstadt Spandau und Kolk, die Gartenstadt Staaken, die Siedlung Neu-Jerusalem, die Freilichtbühne an der Zitadelle, das Gesamtensemble Kolonistensiedlung Tiefwerder, das Fort Hahneberg und die Bruno-H.-Bürgel-Sternwarte.

### Sakralgebäude
Kirchen und Kapellen

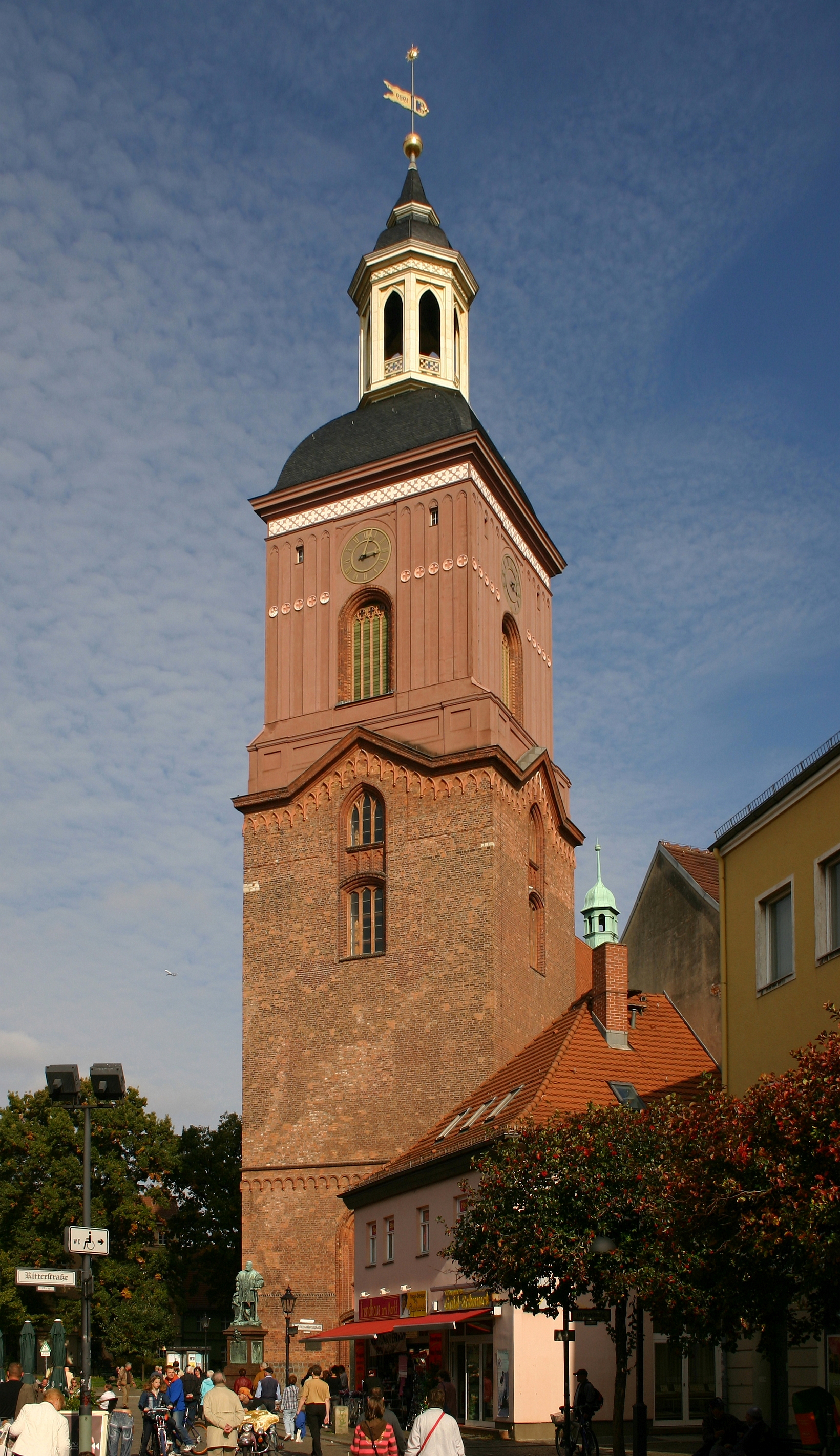
St.-Nikolai-Kirche

Die evangelischen Kirchen Spandaus gehören zum Kirchenkreis Spandau in der Evangelischen Kirche Berlin-Brandenburg-schlesische Oberlausitz, die römisch-katholischen Pfarreien zu den Pastoralen Räumen Berlin Spandau-Süd und Berlin Spandau-Nord/Falkensee im Erzbistum Berlin.
- Christophoruskirche, auch „Siemensstadt-Kirche“ genannt – Siemensstadt, Schuckertdamm, 1929–1931, Baudenkmal (evangelisch)
- Dorfkirche Gatow – Gatow, Alt-Gatow, 1301–1315, Baudenkmal (evangelisch)
- Dorfkirche Kladow – Kladow, Alt-Kladow, erster Bau 14. oder 15. Jahrhundert, Neubau 1818–1819, Baudenkmal (evangelisch)
- Dorfkirche Staaken – Staaken, Nennhauser Damm/Hauptstraße, um 1310, Baudenkmal (evangelisch)
- Gemeindezentrum St. Lambertus – Hakenfelde, Cautiusstraße, 1975 (katholisch)
- Gnadenkirche – Wilhelmstadt, Jaczostraße, 1946–1957 (evangelisch)
- Kirche im Johannesstift – Hakenfelde, Schönwalder Allee, 1907–1910, Baudenkmal (evangelisch)
- Kirche St. Marien am Behnitz – Spandau, Behnitz, 1845–1848, Baudenkmal (katholisch)
- Luther-Kirche – Spandau, Lutherplatz, 1895–1896, Baudenkmal (evangelisch)
- Melanchthon-Kirche – Wilhelmstadt, Melanchthonplatz/Wilhelmstraße, 1893, Baudenkmal (evangelisch)
- Gemeindezentrum Radeland – Hakenfelde, Schwanter Weg, Gemeindezentrum von 1992 (evangelisch)
- St.-Franziskus-von-Assisi-Kirche – Staaken, Hackbuschstraße, 1955 als „St.-Johannes.-B.-M.-Vianney Kapelle“, seit 1970 mit neuem Namen (katholisch)
- St.-Joseph-Kirche – Siemensstadt, Quellweg/Goebelstraße/Natalissteig, 1934–1935, Baudenkmal (katholisch)
- St.-Nikolai-Kirche – Spandau, Reformationsplatz, erster Bau um 1240, Neubau vor 1369, Baudenkmal (ursprünglich katholische Pfarrkirche, seit 1539 evangelisch)

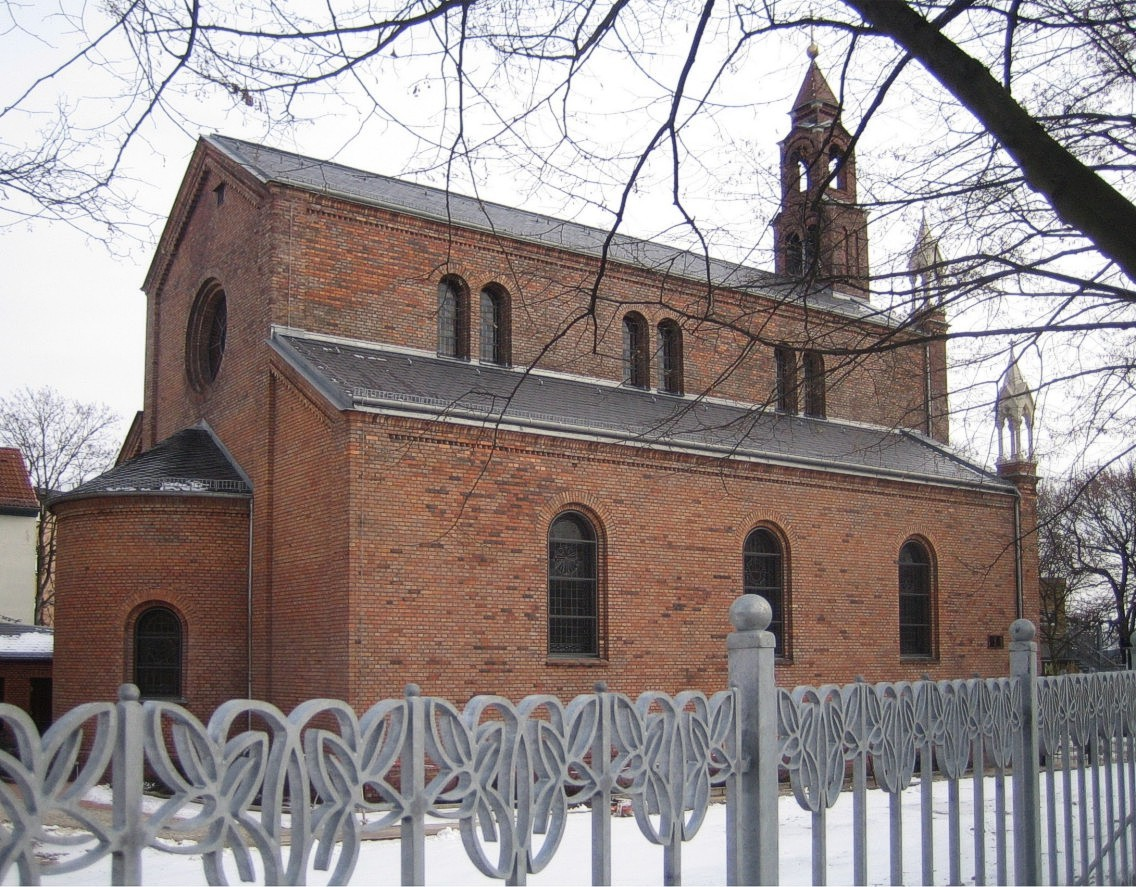
St. Marien am Behnitz

- St.-Maximilian-Kolbe-Kirche – Staaken, Maulbeerallee, 1975–1976 (katholisch)
- Schilfdachkapelle Zum Guten Hirten – Kladow, Gottfried-Arnold-Weg, 1951–1953, Baudenkmal (evangelisch)
- Weihnachtskirche – Haselhorst, Haselhorster Damm, 1934–1935 und 1960–1964, Baudenkmal (evangelisch)
- Wichernkirche – Hakenfelde, Wichernstraße, als Interimskapelle zunächst ab 1897 in Charlottenburg und ab 1908 in Siemensstadt, Neubau 1932 (evangelisch)
- Zuversichtskirche – Staaken, Brunsbütteler Damm, 1962–1966 (evangelisch)

Moscheen

Die Moscheen im Bezirk Spandau sind sunnitisch. Sie gehören unterschiedlichen Dachverbänden an:
- Spandau Yeni Camii – Lynarstraße 17, Islamische Föderation Berlin
- Büyük Camii – Seeburger Straße 90, Verband der Islamischen Kulturzentren
- Kocatepe Camii – Grammestraße 17, Türkisch-Islamische Union der Anstalt für Religion
- Hoca Ahmet Yesevi Camii – Neuendorfer Straße 101, Föderation der Türkisch-Demokratischen Idealistenvereine in Deutschland
- Teiba Moschee – Brunsbütteler Damm 108, Islamische Föderation Berlin

Buddhistische Tempel

- Pagode Linh Thuu – Heidereuterstraße 30, Buddhistische Vietnamesische Gemeinde in Berlin e. V.[21]
- Wat Pah Bodhi-Dhamm – Breitehornweg 1a, Wat Pah Bodhi-Dhamm Buddhistischer Verein e. V.

## Bildung

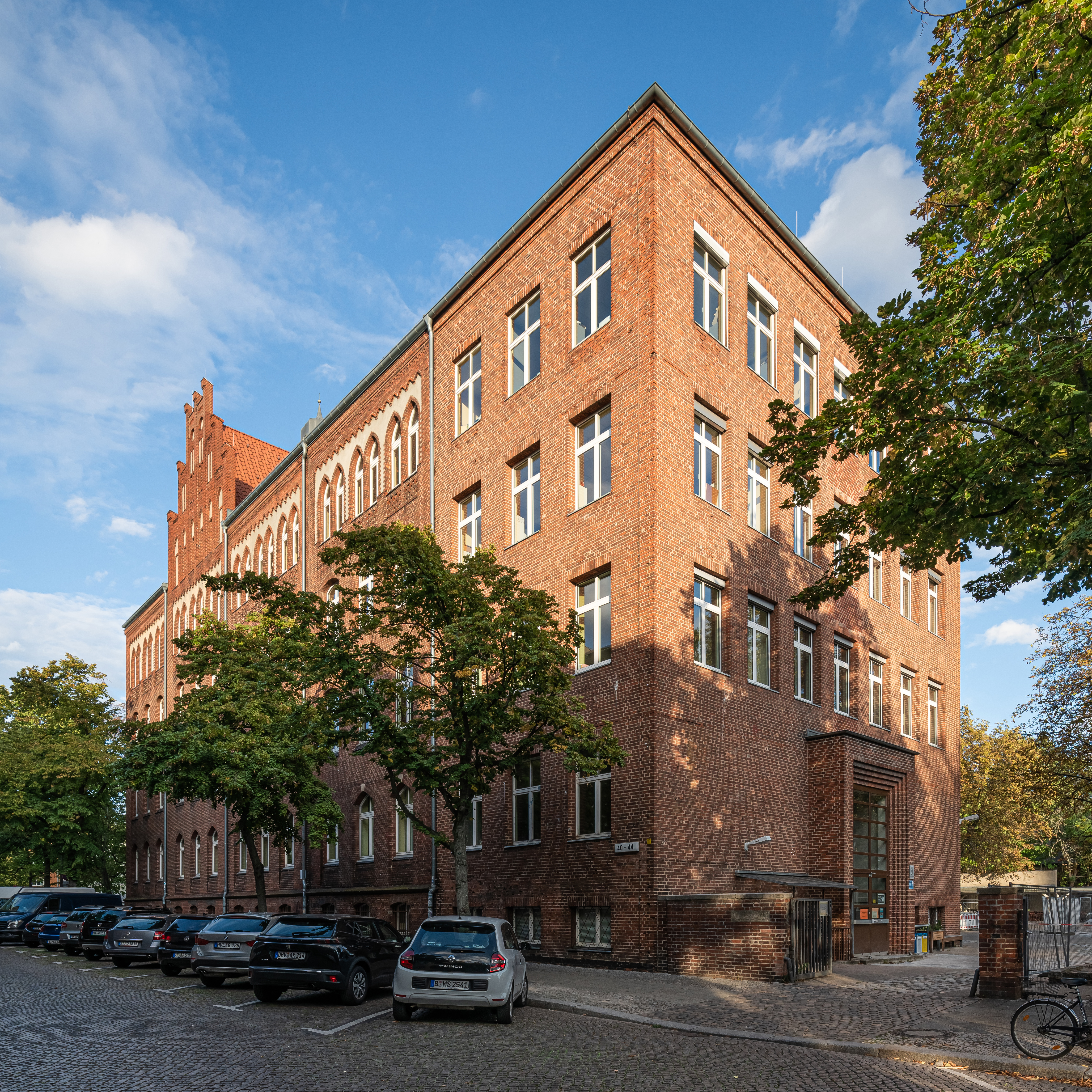
Freiherr-vom-Stein-Gymnasium

- Carl-Friedrich-von-Siemens-Gymnasium (Siemensstadt)
- Freiherr-vom-Stein-Gymnasium (Spandau)
- Hans-Carossa-Gymnasium (Kladow)
- Kant-Gymnasium (Spandau)
- Lily-Braun-Gymnasium (Spandau)
- Wilhelmstadt Schulen (Wilhelmstadt)
- Swiss International School
- Die weltweit einzige „nasse“ Tiefenrauschsimulationsanlage liegt an der Scharfen Lanke am südöstlichen Rand der Wilhelmstadt. Die DLRG Berlin kann mit ihrer Tauchturm-Anlage der Bundeslehr- und Forschungsstätte (BLFS) Tiefen bis zu 150 Meter Wassertiefe simulieren. Einsatz-, Berufs- und Sporttaucher können hier unter – im Vergleich zum Freigewässer – sicheren Bedingungen die Gefahren des Tiefenrausches erfahren. Außerdem können hier Tauchunfälle behandelt werden.

## Kultur und Sport

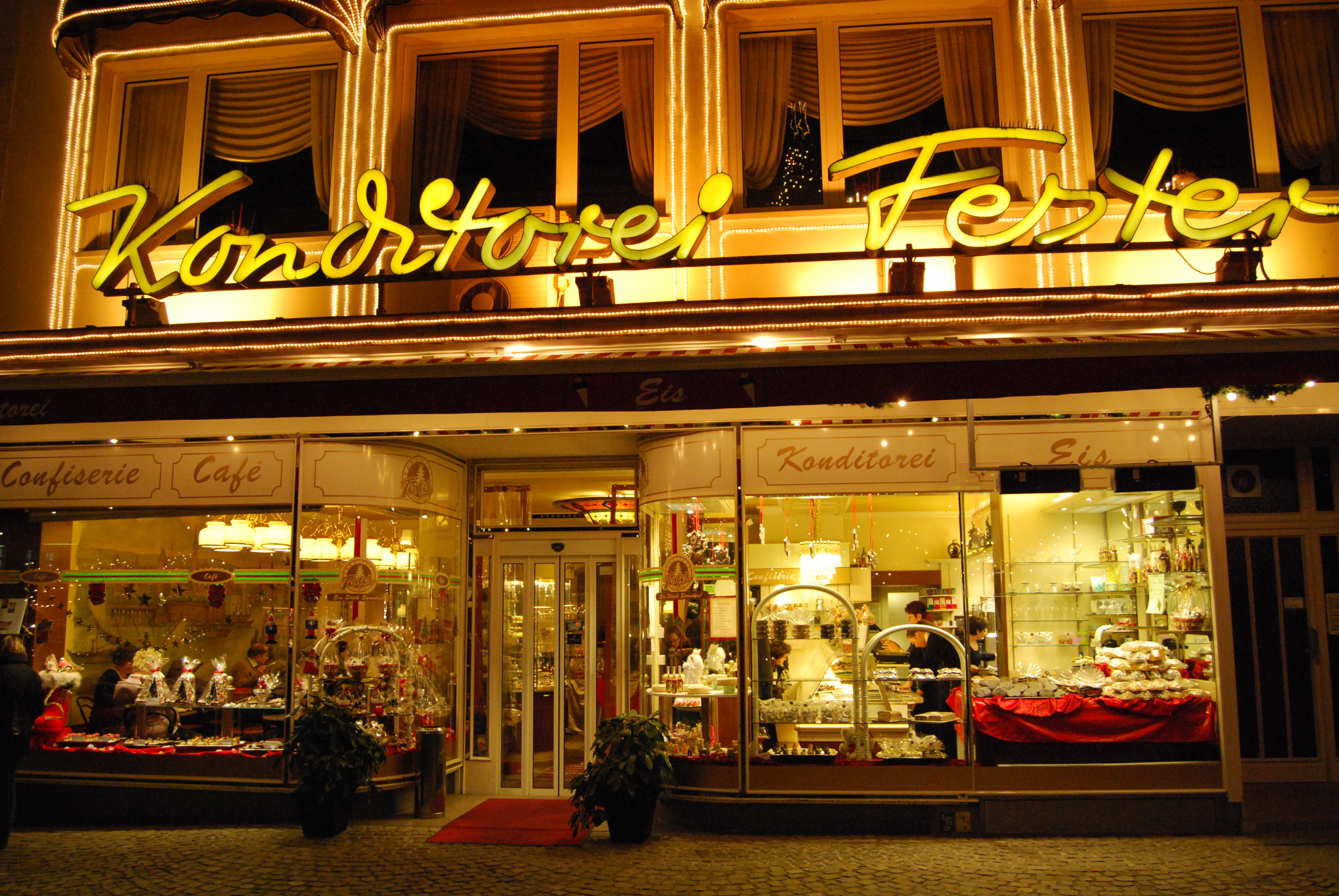
Konditorei Fester

In Spandau existiert der Arbeitskreis Spandauer Künstler Berlin e. V. das Kulturhaus Spandau, das Theater Zitadelle, die Freilichtbühne Zitadelle, der Kunstlandschaft Spandau, die Bastion Jugendkunstschule Berlin-Spandau,  sowie andere private und öffentliche Initiativen und Einrichtungen.

### Veranstaltungen

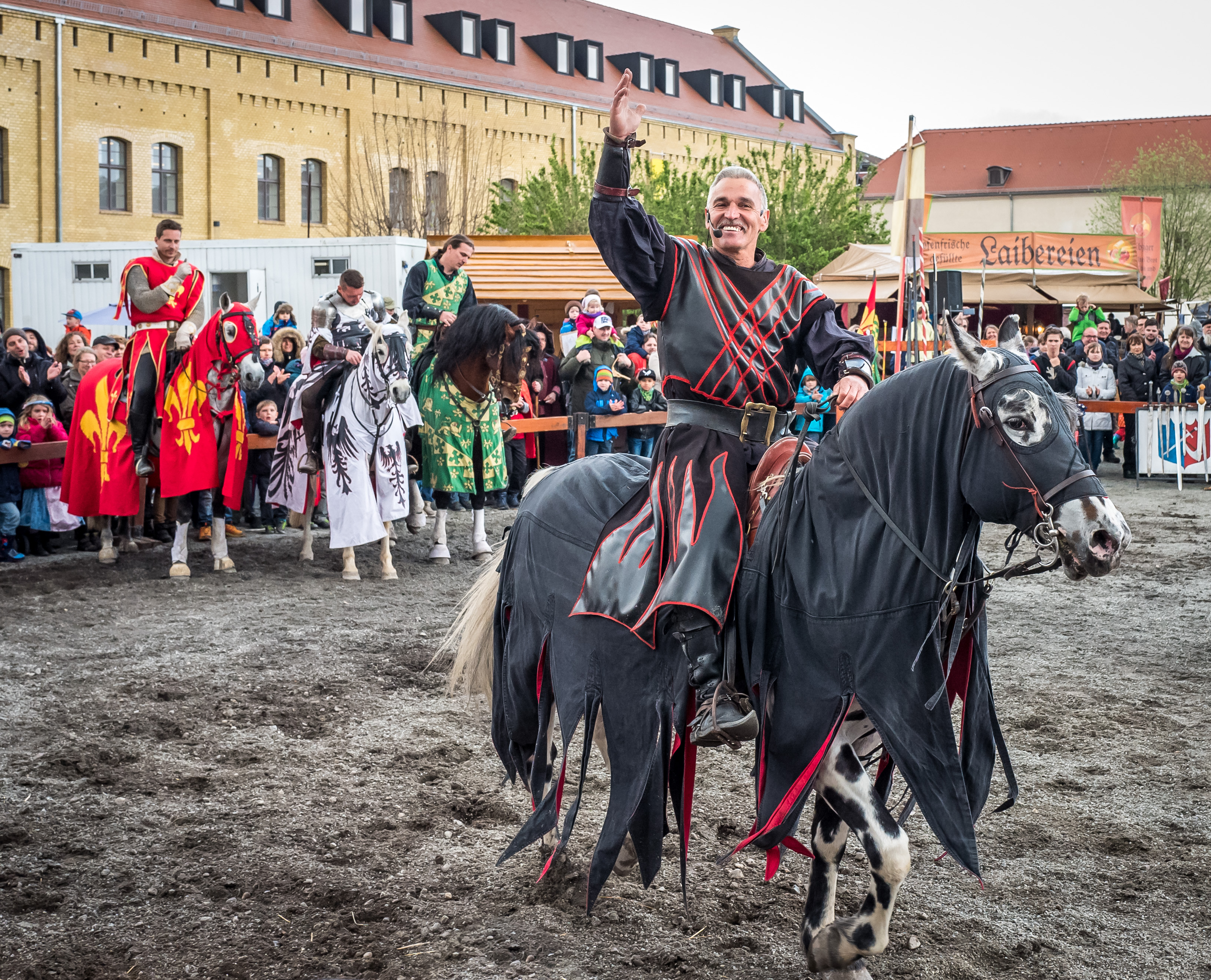
Burgfest mit Ritterspielen in der Spandauer Zitadelle

- Zitadelle Spandau als etablierter Veranstaltungsort für Konzerte und sonstige Unterhaltungsprogramme (z. B. das mittelalterliche Burgfest)[28]
- Spandauer Weihnachtsmarkt

### Museen und Ausstellungen
- Kunst im öffentlichen Raum im Berliner Bezirk Spandau
- Militärhistorisches Museum Flugplatz Berlin-Gatow (ehemals Luftwaffenmuseum)
- Gotisches Haus, stadtgeschichtliches Museum

### Sport

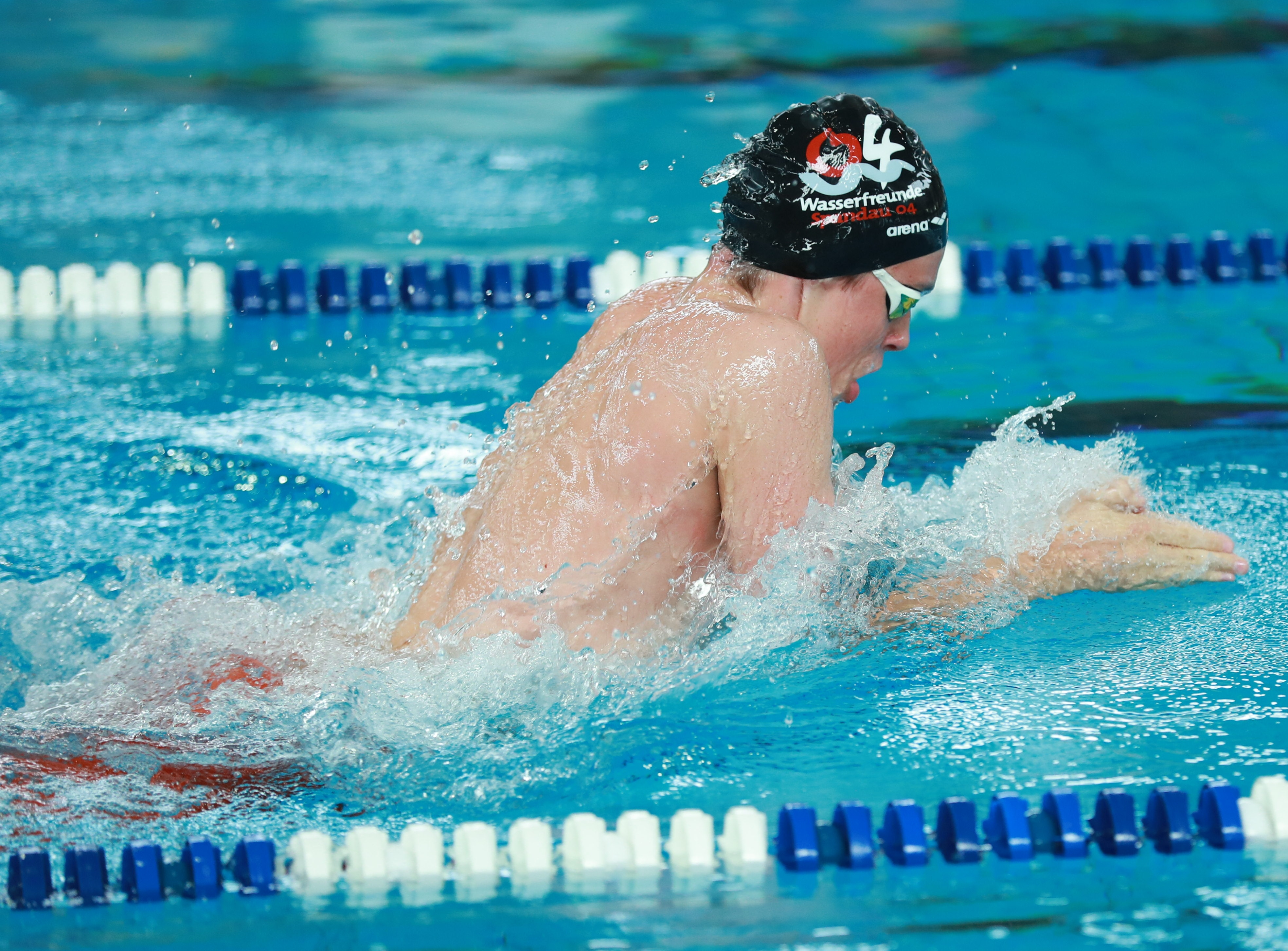
Sportler der Wasserfreunde Spandau 04

Die Erfolgsbilanz der Wasserfreunde Spandau 04 weist rund 100 Deutsche Meisterschaften, zehn Europameisterschaften und eine Weltmeisterschaft sowie Titel im Schwimmen, Springen und Wasserball auf. Hagen Stamm, langjähriger Kapitän des Wasserball-Teams, wurde mit dem Verein von 1979 bis 1992 vierzehnmal in Folge Deutscher Meister, zwölfmal Deutscher Pokalsieger und gewann 1982, 1985, 1986 und 1989 den Europapokal der Landesmeister. Gegenwärtig ist er der Präsident des Vereins (Stand: 2020). Die Heimspiele der Wasserballer finden nicht im Bezirk statt, sondern im Sportzentrum Schöneberg.
Der LSV Spandau gewann 1939 den Titel des ersten deutschen Basketballmeisters, der durch einen deutlichen 47:16-Sieg über Bad Kreuznach errungen wurde. Nach 1945 wurde der Verein aufgelöst.
Die SG ASC/VfV Spandau spielte in der 2. Handball-Bundesliga. Der international erfolgreiche E-Sport-Verein Eintracht Spandau gründete sich 2021.
Das Blaue Band der Spree ist eine der größten deutschen Tanzsport-Veranstaltungen und findet jedes Jahr über Ostern im Sport Centrum Siemensstadt statt.
Der SC Siemensstadt hat über 7000 eingeschriebene Mitglieder (Stand: 2024) und zählt damit zu den mitgliederstarken Sportvereinen in der Stadt.

### Kinos
- Cineplex-Spandau in der Havelstraße
- Kino im Kulturhaus Spandau
- Openair-Kino (nur in den Sommermonaten)

### Spandau in den Künsten

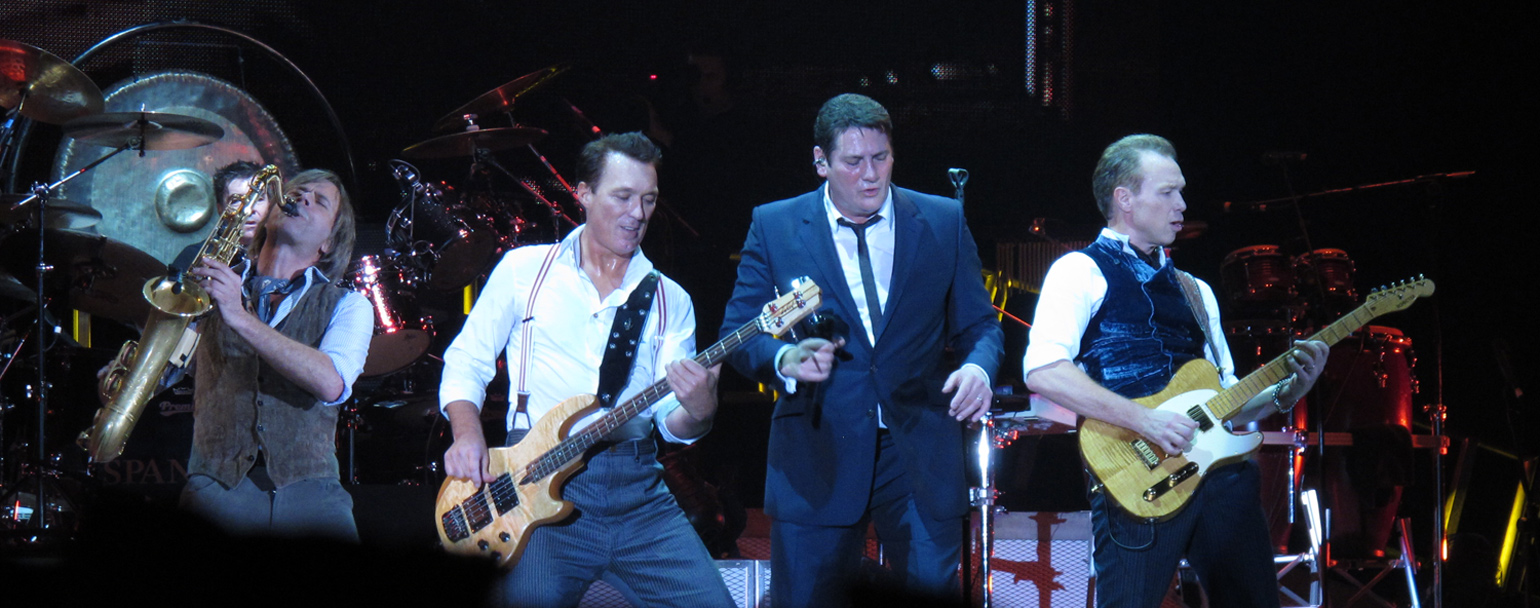
Spandau Ballet

Die britische Musikgruppe Spandau Ballet wählte ihren Namen nach einer Berlinreise, bei der sie u. a. den – nahe der damals noch existierenden Berliner Mauer gelegenen – Flugplatz Gatow besuchte. Der Name sollte nach Auffassung der Bandmitglieder auf das Romantische und Düstere der Grenzsituation anspielen.
Die 1946 gegründete Filmproduktionsfirma CCC Film mit Sitz in Berlin hat mehr als 200 Kinofilme hergestellt. Sie ist Betreiber der CCC Filmkunststudios in Haselhorst und zählt zu den renommierten Filmfirmen im deutschsprachigen Raum.
In Spandau ist eine Fluxuskunstaktion mit der Bezeichnung „Kunstlandschaft Spandau“ verortet, die von Ines Eck und Torsten Kulick initiiert wurde.